# 堺市学童集団下痢症
堺市学童集団下痢症（さかいしがくどうしゅうだんげりしょう）は、1996年（平成8年）7月に、大阪府堺市で学校給食を原因として発生した集団食中毒。児童7,892人を含む9,523人が腸管出血性大腸菌O157に感染し、3人の児童が死亡。併発した溶血性尿毒症症候群（HUS）による後遺症が残った児童も多数に及び、発生から19年後の2015年（平成27年）10月には、当時小学1年生でHUSを発症した女性が、後遺症により死亡している。
感染源や経路は、現在も判明していない。厚生省は発生後の8月から9月にかけての調査報告で、給食に使用されたカイワレダイコンが感染原因となった可能性を指摘したが、その後も原因食材は特定されず、カイワレ業者が根拠のない発表として被害を訴えた2件の国家賠償請求訴訟では、2004年（平成16年）12月14日に国の敗訴が確定した。
本件で医療機関を受診した患者は12,680名、有症状者は14,153名、検便菌陽性者は2,764名にのぼり、堺市学校給食での罹患が確実であると判断された患者は9,523名に達した。腸管出血性大腸菌O157による集団感染としては、世界的に見ても未曾有の規模のものであった。
堺市では、多数の児童の発症が確認された7月12日を「O157 堺市学童集団下痢症を忘れない日」に制定している。一連の出来事は堺O157禍などとも呼称される。

## 前史

### O157の発見

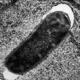
腸管出血性大腸菌O157:H7

腸管出血性大腸菌O157は、1982年（昭和57年）2月から3月にかけてアメリカ合衆国のオレゴン州で、同年5月から6月にかけてミシガン州で、同一系列店のハンバーガーを原因として発生した集団食中毒が最初に確認された感染事例で、患者の便とハンバーガーに使用された牛挽き肉から検出され、出血性大腸炎を特徴とするヒトの病原菌と認識された。前者は患者26名、後者は患者21名を出す騒ぎとなり、これをきっかけにその後、アメリカ、カナダ、イギリス、ヨーロッパ、アジア、オーストラリアなどでも症例報告が相次いだ。
この大腸菌は表面の細胞壁由来のO抗原と鞭毛由来のH抗原により数百種類に分類されており、本記事で取り扱う集団下痢症の原因である「腸管出血性大腸菌O157:H7」は、157番目に発見されたO抗原と7番目に発見されたH抗原を持つ大腸菌を指している。
O157にはベロ毒素を発生させる性質があり、これが腸管に吸収されると微小血管に血管炎を起こして血栓を形成し、溶血性尿毒症症候群（HUS）などの、様々な合併症を引き起こすこともわかった。しかし、この合併症の予防法や確実な治療法は存在しないため、医療体制の整った国でも死亡例が出る下痢症として注目された。
アメリカでの集団発生を契機に、1985年（昭和60年）1月時点で保管されていた患者の検体を再確認したところ、日本では1984年（昭和59年）8月に採取した検体から検出された腸管出血性大腸菌O157がもっとも古いものであったとされている。1990年（平成2年）10月には、埼玉県浦和市（現・さいたま市）のしらさぎ幼稚園で、飲料水を原因としてO157による下痢症が発生し、有症者319名、死者2名を出した。埼玉県の事例を含め、1990年（平成2年）10月から1994年（平成6年）9月までに腸管出血性大腸菌による集団下痢症は10件が報告され、のべ患者数は1,275名、死者3名にのぼった。

### 1996年の大発生
1996年（平成8年）は、日本全国で腸管出血性大腸菌O157による食中毒（感染症）が猛威を振るった年であった。まず5月28日、岡山県邑久郡邑久町（現・瀬戸内市邑久地域）の岡山県邑久町保健所に、小学生を中心に下痢症患者が多発している旨の連絡が入ったのが最初で、最初の患者は搬送された国立岡山病院（現・国立病院機構岡山医療センター）で溶血性尿毒症症候群（HUS）と診断されてのち、29日に便からO157:H7が培養され同定されたことで、腸管出血性大腸菌によってHUSが引き起こされたことが明らかになった。邑久町でのこの集団食中毒は、二次感染者を含めて計416名が発症、2名が死亡（6月1・3日に小学1年生の6歳女児がそれぞれ死亡）という大規模なものとなった。原因は、共同給食調理場で6回に分けて調理された給食のうち、3回目と4回目の工程で調理された給食を食べた児童に発症者が集中していることから、この工程での調理方法または食材が原因とみられたが、結局特定することはできなかった。
しかしその後も、立て続けに同じ菌による集団食中毒が全国各地で発生した（日付は保健所への報告日）。下記の集団食中毒を含め、1996年度中に全国で9,451名が発症し、うち12名が死亡した。
- 6月10日 - 岐阜県岐阜市の小学校。有症者累計371名。
- 6月11日 - 広島県比婆郡東城町（現・庄原市）の小学校。有症者累計185名。
- 6月12日 - 愛知県春日井市の林間学校キャンプ中の小学生。有症者累計21名。
- 6月13日 - 福岡県福岡市の保育所。有症者累計48名。
- 6月16日 - 岡山県新見市の小学校。有症者累計389名。
- 6月17日 - 大阪府大阪狭山市の保育所。有症者累計48名。
- 7月5日 - 群馬県佐波郡境町（現・伊勢崎市）の小学校。有症者累計144名。

腸管出血性大腸菌O157による集団食中毒がこのように連続的に発生したことは異例で、マスコミや一般社会でも大きな関心が寄せられた。厚生省では生活衛生局食品保健課長の名で6月6日、11日、12日に食中毒防止の通達を発出し、6月27日付けで「腸管出血性大腸菌に関する研究班」を設置し、7月1日に第1回会議を開催している。しかし上記の集団食中毒では、いずれも原因食品を特定することはできなかった。

## 食中毒発生

### 7月12日
7月11日（木曜日）から12日（金曜日）にかけて、堺市内では下痢、腹痛、発熱などの症状を訴えて欠席や早退をする児童が急激に増加し始めた。11日の時点で腹痛を訴える児童が発生していたことは、のちの学校教師の証言でわかったが、当時の保健所では、このことは全く把握していなかった。
当初、校医や市教委の判断は「夏カゼみたいな症状」「感染性の胃腸炎」というもので、地元の医者も殆どが「夏風邪」との診断を下していた。この年の7月初めは、活発化した梅雨前線で夏にしては冷え込んでいたが、9日、10日には急激に暑くなっており、夏風邪との判断は自然であったともされる。

### 7月13日
7月13日（土曜日）午前10時、市の衛生部は市立堺病院（現・堺市立総合医療センター）から「昨夜、下痢や血便を主症状とする小学生の患者一〇名を診察した」との通報を受け、土曜日ではあったが職員を呼び集め、環境衛生課などの職員41名が出庁した。本庁に一部職員を残し、各自が病院などで情報を収集した結果、患者が23小学校、255人にも上っていることが判明した。
堺市医師会小児科医会理事の小林久和は、午前6時頃から電話が鳴り出して7時頃には鳴りっぱなしの状態となり、患者も9時には既に満杯状態になったと証言している。患者の症状は腹痛と腹痛を伴う下痢が主で、頻繁に薄い血液が出るというものだった。入院を考える患者も出てきたため大阪労災病院や清恵会病院へ連絡したが、そちらも既にパニック状態で、受け入れ可能な病院が見つからなかった。結果として点滴に追われながら中小病院を探して紹介状を書き、自力で確保した病院に20-30人を搬送したという。
午前10時半頃には金岡保健所でも医療機関からの電話が次々に鳴り始め、所長が対応したが、午前11時頃に所長から連絡を受けて副所長が駆けつけた際には、ほぼ鳴りっぱなしの状態となっていた。2人は腹痛、下痢、血便といった症状と、6月28日に市内の保育園で発症例があったことから、O157ではないかとの疑いを持ったという。所長は「大型の食中毒が出ているから登庁せよ」との電話を市内の全保健所に入れ、この日から14日にかけて、空きベッドがある病院を記したFAXを1時間ごとに医師会及び消防本部へ送信している。
同日、大阪市立大学医学部附属病院でも、大阪市中央急病診療所から堺市内で小児の下痢、腹痛患者が大量に発生しているとの第一報を受け、救急部で対応を協議した。患者が小児であること、土曜日であることも考慮し、入院が必要とされれば救急病棟で積極的に受け入れることを決定。同日には救急病棟18床のうち6床室を確保し、学童4名の緊急入院を受け入れた。また、患者数の増加を考慮して、院内に男性部屋・女性部屋を6床ずつ確保したほか、意識障害・呼吸・循環不全などを有する重症患者に対して、集中治療部内に1床を確保した。
午後2時35分、大阪府救急医療情報センターは堺市消防本部から「12時ごろより, 堺の南部を中心に, 小児の血便患者が大量発生している. 堺市は対策本部を設置し, 原因究明に当たっている.」との連絡を受けた。その後次第に、患者の受け入れ医療機関を紹介してほしい旨の依頼が増加し始めた。午後5時に救急医療情報センターは医療対策課の職員の自宅へ連絡を行い、職員は直ちに状況を確認した上で、センターへ患者を受け入れる医療機関の確保を依頼した。しかし患者は児童だが、小児科のベッドは必ずしも簡単に確保はできないこと、増え続ける患者に市内の病院の受け入れも限界を迎えたことがわかり、午後10時になって大阪府環境保健部長は大阪府医師会へ、正式に病床確保の要請を行った。
午後3時頃にはどの病院にもベッドの空きがなくなり、消防署からも「患者の搬送先がない」という連絡が次々と市に寄せられた。同時刻、市は急遽、環境保健局長を本部長とする「堺市学童集団下痢症対策本部」を設置した。午後5時30分に行われたプレス発表で騒ぎは一挙に拡大することとなったが、この時点では食中毒の原因がO157かサルモネラ菌かは不明であった。
この日は休日であったため、保護者からの連絡が学校へ繋がらない状況も発生した。最も患者数の多かった泉北ニュータウンの小学校には、夜間や休日の警備員もいなかったため、保護者からの電話は全く繋がらなかった。児童の様子を把握するため、市教委は各学校へ、保護者からの情報を学校単位で把握するよう通達している。堺市は午後10時頃になって、15日から17日の給食提供を中止することを決定し、各学校へFAXで連絡した。

### 7月14日
7月14日（日曜日）は2ヶ所の休日急病診療所が開かれ、市立堺病院や堺市南部の救急病院に、朝から患者が押し寄せた。救急医療情報センターにも朝から府の医療対策課職員が詰め、増加を続ける入院患者に対応するため、小児科を有する病院を中心に、電話で受け入れ可能な病床数を確認した。救急医療情報センターには以後1週間、2-4名の医療対策課職員が24時間体制で詰めて府の連絡に当たることとなり、センターを中心として堺市対策本部・府医師会・堺市医師会・大阪府医療対策課の連携体制が整った。
この日には各学校の校長や教頭などが出勤し、保護者への連絡や電話応対などを行ったため、市教委も発症者・入院者の状況を徐々に把握することができるようになった。ただ依然として混乱が続く中、市教委も具体的な指示を出すことが難しく、学校現場からは激しい非難が起こった。
正午のNHKのテレビニュースは、患者総数1,228名、うち入院患者93名、市立堺病院に24名が入院したと報道した。この昼までに府医師会職員、医療対策課職員が手分けをして堺市周辺の医療機関に入院受け入れの問い合わせと、その結果を堺市対策本部、堺市消防署に逐次提供する作業を続けた結果、16病院で77床を確保している。夕刻には再度、14病院で50床を確保した。
また、救急医療情報センターは市の要請を受け、近隣の高石市や羽曳野市の休日診療所に外来対応と二次医療機関の確保を依頼。隣市の和泉市にある大阪府立母子保健総合医療センター（現・大阪母子医療センター）では午後から外来診療を開始し、この日だけで約100名を診療、3名を入院させ、4名を他院に入院依頼した。また大阪市でも中央急病診療所で一次対応に協力、二次医療機関の確保を行った。夕方には堺市内の6ヶ所の病院、母子保健総合医療センター、大阪市休日急病診療所、大阪市南部の府立病院で24時間の一次対応を行うことを決定した。
午後5時、堺市対策本部は患者数2,691名、入院患者140名、そして「病原性大腸菌O157」を7名から検出したことを発表した。救急医療情報センターにいた医療対策課職員は同課へ「入院患者は増え続け, 頂点が見えてこない, 朝までセンターに詰める」との連絡を入れている。
発生のピークであった土日には堺市内の一部病院へ患者が集中し、更にその病院のことがテレビで報道されたためにそれが助長され、車で10分の箇所の病院では待ち時間が殆どなく、医者が待機しているという状況にもなった。
この日に市が把握した患者数は、2,691人に激増している。市は機能強化のため、対策本部長を助役に変更した。また、夜には厚生省の担当官が来庁し、今後の取り組みについて指示を行った。小学校・養護学校は週明けの15日を休校とすることが決定された。

## 7月15日以降
7月15日（月曜日）には、国立小児病院（現・国立成育医療研究センター）小児医療研究センター感染症研究部長の竹田多恵が国から派遣され、翌16日には竹田を中心に、堺市医師会副会長の樋上忍らにより治療マニュアルが作成された。このマニュアルは医師会を通じ、FAXで各医療機関に配布された。
対策本部ではこの日に医療相談ホットラインを10本設置（17日から20本に増設、FAX2台を設置）。市民からは症状の問い合わせや対処法など、厖大な数の電話相談が寄せられ、医師・保健婦・衛生部職員・保育部や教育委員会関係者、のちにはケースワーカー、心理相談員、弁護士などが対応に当たった。ホットラインでは基本的にホームドクターに受診するよう案内し、そこで手に負えない場合はホームドクターが消防本部に電話、堺市内でも対処不可能な場合には救急医療情報センターへ連絡する、という体制となっていた。
またこの日から府は、任意で食品衛生監視員2人を堺市に派遣している。これが任意で行われたのは、堺市が保健衛生行政で府から独立した権限を有しており、またこの年の4月から中核市の指定を受けていたため、食中毒の指導も府を通さずに厚生省から直接指導を受ける関係にあったが、それでも事態が重大であることは明らかなためだった。食品衛生監視員は患者の喫食調査、便などの検体採取、食材の流通経路調査などであった。O157は潜伏期間が4-9日と長いため、7月1日まで遡って調査が行われたが、余りに調査対象となる患者数が多く、専門知識を有する支援員が大量に必要となった。また流通経路は堺市外にまで及ぶため、他の自治体の協力が不可欠だった。
同日、堺市は小学校・養護学校を16日、17日も引き続き休校とすることを決定し、同日には学校などの施設の消毒が開始されている。発症者のいない地域も存在したが、学校給食が原因であることがほぼ確実視された中での市教委の判断であったとされる。
また15日以降は、医療対策課職員が毎日午前10時と午後4時の2回、手分けをして各病院に受け入れ可能患者数を電話で問い合わせた。患者の新規発生が落ち着く28日までに、これにより1,842床を確保している。
17日、市は対策本部長を再度変更して市長とし、組織変更を行った。

### 伝染病に指定
8月6日、政府は二次感染防止や感染経路の解明のため、伝染病予防法に基づき、腸管出血性大腸菌感染症を指定伝染病に指定した。この背景には、食品衛生法のみによる対応では、二次感染予防に必須である家族や接触者への調査や消毒も強制的にはできず、感染ルート解明が手つかずになるなど、制度上の壁があったことがあった。
ただし、伝染病予防法は99年前の1897年（明治30年）に制定されたものであり、伝染病が発生した家の周辺の交通の遮断など、現代にそぐわない条文も残っていた。そのため、人権に充分配慮するとして隔離は実施されず、「患者を診察した場合の医師の保健所への届け出義務」「患者等が直接飲食物に接触する業務への就業の制限」「感染源として疑われる施設への立入検査」「汚染されたまたはその疑いのある飲食物, 井戸水等の販売, 使用の制限」「検便の強制」などの、一部の条項のみを限定的に適用する形となった。
同法の最大の狙いであった、患者の隔離・移動制限の条項が適用されなかった理由としては、O157の二次感染力は赤痢などに比べ必ずしも強くなく、手洗い励行など日常の注意で予防可能であるということもあった。
この伝染病指定に対し、大阪大学微生物病研究所の山本耕一郎助教授（細菌感染学）は、「感染経路を究明するためには（伝染病指定による）強制的な調査も必要だが、O157は食中毒であって、法指定の伝染病と比べれば、二次感染からの拡大の可能性はかなり少ない。指定すると、逆に患者が伝染病への偏見に対する自己防衛を図って、感染を隠す恐れもある」と述べている。一方、大阪医科大学の河野公一教授（公衆衛生学）は、「食品衛生法では、食品が原因と特定できなければ届け出されないことが多い。感染力が強いものであるなら、指定伝染病に入れてもいいのではないかと思う。指定伝染病にすることによって、注意を喚起する意味は大きい」としている。

### 死者発生
7月23日夜、堺市立久世小学校5年の女子児童（10歳）が守口市の関西医科大学高度救命救急センターで死亡した（1人目の死者）。市は同日午後10時15分から記者会見を行い、幡谷市長は動揺を隠せない様子で「誠に申し訳ありません」「一人の女の子が亡くなりました。おわびの申し上げようもございません」と述べ、進退問題への質問には「大変重い責任を感じている。それを解決していくのが、今の私の役目だと思っている」と回答した。24日午前0時40分には、児童の自宅へ弔問に訪れた。その後、8月16日には6年生の女子児童が、翌年2月1日には1年生の女子児童が死亡した。
死亡児童の詳細は以下の通り。
- 堺市立久世小学校5年女子児童 - 1996年（平成8年）7月23日死亡（10歳没）。7月11日に腹痛と下痢を発症、発熱を訴えた。血便や鼻血が止まらず[45]、12日から17日までは市内の二つの病院に計5回通った。17日に血液検査を受けた結果[46]、18日にHUSの診断を受け、守口市の関西医科大学附属病院（現・関西医科大学総合医療センター）に入院。ここで4回に渡り血漿交換を受けた。しかし命に別条があるとは診断されず[45]、腎臓機能も正常だったことから人工透析は行われなかった。そのため市は、重体患者ではなく重症患者に含めて把握していた[46]。実際に23日昼までは、家族や主治医と冗談を言い合っていたが[45]、夕方に容態が急変。鼻血が出始め[44]、「苦しい」と言って意識不明となり、肺からの出血で呼吸不全となった。必死の手当てが行われたが、両親と姉に看取られつつ[45]、午後8時24分に死亡した[47][注 15]。また、のちに死因はHUSではなく、血液中の血小板が急減する微小血管病性溶血性貧血（MAHA）であったことが判明している[48][注 16]。

- 堺市立三原台小学校6年女子児童 - 1996年（平成8年）8月16日死亡（12歳没）。7月半ばから高熱で下痢が続き、14日に市内の診療所を受診、「細菌性腸炎」の診断を受けた。その後血便が出るようになったため診療所へ通院して点滴を受けていたが、ぐったりするようになったため、18日午後に市内の別の病院を受診、溶血性尿毒症症候群（HUS）の診断を受けた。衰弱が激しいため、その日のうちに大阪大学医学部附属病院特殊救急部に転送されたが、脳内に多発性出血を起こして翌19日午後には危険な状況に陥った[注 17]。その後は小康状態を保ったが、8月16日午前11時18分に死亡した[50]。両親は市教委幹部3人を業務上過失致死傷罪容疑で刑事告訴したほか[51]、総額約7,800万円の損害賠償を求めて堺市を提訴した（後述）[50]。

- 堺市立新檜尾台小学校1年女子児童 - 1997年（平成9年）2月1日死亡（7歳没）。7月11日から発熱し、腹痛を訴え病院を受診。翌日には血便が認められ入院し、O157の診断を受けた。抗生物質、止瀉薬、輸液などの治療を受けたが、16日から顔面浮腫、意識レベルの低下がみられ、大阪府立母子保健総合医療センター（現・大阪母子医療センター）へ転院。入院時には既に傾眠傾向で発語もなかった[52]。その後、頭部に多発性梗塞が認められ、脳浮腫、急性心筋炎を発症[53]。昏睡状態が続き、第205病日の翌年2月1日に死亡した[54]。

堺市学校給食労働組合書記長・調理員の永田政子によれば、7月半ばには、早くから重体となっていた三原台小の女子児童の回復が「全調理員の祈り」で、7月20日の午前9時28分に家族の希望で延命装置が取り外されたとの知らせを受けた際には、永田は泣き伏して顔を上げることができなかったという。またその日に永田は他の調理員らと共に三原台小の調理員らを訪ねたが、「やはり苦渋の色が顔に出て、睡眠不足の赤い目をしています。なんとことばをかけたらよいのか、私達の顔を見て涙ぐみ、ただ手を握るばかりです」という状況だった。その後、2人の児童の死亡の知らせを聞いた永田は、次のように記している。
女子児童の死亡は患者の不安に拍車をかけ、市内の大阪労災病院では1日40-60人台に収まっていた外来患者数が、久世小の女子児童死亡翌日の24日には94人に急増し、26日には132人にまで増加するという現象も起きた。

## 終息
7月15日から堺市では小学校及び養護学校での給食を停止していたが、9月24日には弁当持参により午後授業を再開。11月1日に市は、現在も入院患者1人がいるものの、新たな患者が出なくなって80日以上経過し、今回の食中毒被害は終結したとして、「安全宣言」を出した。また、今後は19日に再開予定の給食の安全対策を最終点検するとした。
しかし、給食が再開されてのちの12月9日になって、9月以降に5人の患者が感染していたにも拘わらず、これを市が公表していなかったことが判明。8月8日以降に新たな感染者はないとした安全宣言を覆すもので、環境保健局地域保健課課長は「いずれも児童に接触する機会がなく、集団食中毒とは無関係と判断したため。隠すという意図はなかった」と釈明。また環境保健局長は「安全宣言はあくまで学校給食に起因する集団食中毒に関する危険が去ったという意味。修正する気持ちはない」とした。市長は所属長を厳重注意した。

### 給食再開準備
給食再開に先立ち、市教委はPTA・調理担当員・給食主任教諭らから成る給食検討委員会を設置。計7回の会議で、調理現場の問題点などについて意見を集めた上で、再開に向けた具体策を定めた。
一つには、当面は全ての食材を加熱調理すること、同一メニューの食材提供を、それまでの3ブロックから6ブロックに細分化することを決め、また献立は各ブロックごとに学校栄養職員が案を作成し、保護者も加えた献立委員会で最終決定することとした。この献立作成は、市教委学校保健課が責任を持って指導することも明確化されている。
食材購入については、納入業者に衛生管理指導を徹底し、保護者も加えた物資購入委員会が、公的機関で細菌検査などを受けた食材について指定し、更に学校に食材が納入される際は、市教委が随時抜き取り検査することとした。また、食材は適正な温度管理が可能な冷凍車・冷蔵車・保冷車で配送するとした。
また、食材は学校職員が品目や品質を確認（検収）できる時間に納入することとし、パンや牛乳を除く冷蔵・冷凍食品、常温保管物資は前日午後の配送を原則とすることで、検査を徹底するとした。
再開後には、月2回の検便を調理員に実施しているほか、食材を洗うなどの下処理は調理室とは別室で行う、下処理・調理・食材別に包丁やざるも使い分け、肉の包丁は赤・野菜は緑と、テープで色分して間違えないようにもされている。
また、給食の管理運営について関係者の責任を明確化した「学校給食管理規則」を作成。「運営は市教委が統括し、各学校での給食実施は市教委の指導と助言により校長が管理する」とし、職員の指揮・監督、行内での学校給食関係事務の適正処理、食材納入時の検収責任者の決定、調理担当職員らの健康状態の把握を校長の責任とした。また、市教委は物資購入、献立作成、配送、保管、調理と給食提供の全過程での衛生管理の徹底を役割とし、市教委内に校長と関係部課長による学校給食管理員会を設置し、安全性の確保と円滑な運営に当たるとした。
堺市学校給食労働組合書記長・調理員の永田政子によれば、11月19日を目途とした給食の再開に向けて、調理員らは衛生研修・保護者説明会・試食会などが行われ、「文部省の衛生マニュアルの実践の必死の毎日」になったという。
再開前には保護者説明会、試食会を開催し、改善点をまとめたリーフレットを配布するなど、保護者の給食不信に配慮された。また、弁当の持参を希望する児童や保護者に対しては、給食を強制しないこととしている。

### 給食再開後
11月19日、堺市は約4ヶ月ぶりに小学校・養護学校の給食を再開した。初日のメニューはカレーシチュー、肉じゃがなどの煮込み料理が中心となった。またこの日には全児童の約5パーセントに当たる約2,500人は持参の弁当を食べている。
給食再開後からは、文部省の衛生マニュアルに従った塩素消毒が行われるようになったが、これは予想以上に時間の掛かるものだった。調理員らは200ppmの塩素液を作るところから始め、調理台・水槽・ワゴン・台車などの全ての台に塩素液を吹き付けて15分待ち、水で流し、パンラック・配膳台・パン棚などを塩素液で絞ったタオルで吹き、15分待ってから湯拭きをし、パン缶にはアルコール消毒液を吹き付け、熱い湯で拭き取るという作業を行った。また、これと並行して140リットルの平釜に湯を沸かし、材料を入れたざるやたらい・ボウルなどの器具を5分間煮沸。食缶もアルコール消毒後、熱湯をくぐらせ臭いを取った。こうした多くの作業により、調理に取り掛かる時間は遅くなり、午後の作業量も増えたため、80パーセントの学校で残業が発生した。
また、なま物の使用禁止と加熱調理の徹底により、使用食材の品目は平均20から15に減少。果物が出せないため不足するビタミンCをジャガイモで補い、子供が飽きないように「鳥肉のさっぱり煮」などの新メニューを開発するなどの工夫が行われた。しかしイモ類も毎日は使えないこと、和食・洋食・中華のバランスも求められること、細分化された別ブロックと献立が重なってもいけないことから、管理栄養士によれば献立表作りは「難解なパズルに挑むよう」なものに変化したという。
果物が消えたほか、手作りだったカレールーやスープは市販品になり、冷凍・加工品が増加した。「食品や調理器具類の衛生管理が行えるよう、複雑な調理を避ける」という市教委の献立作成方針に伴い、グリーンピースやささがきゴボウ、レンコンなど、下処理に手間が掛かる野菜も冷凍となった。『読売新聞』は冷凍が多い大きな要因として、ブロックが細分化された一方、全市で材料を一括購入するシステムは変わらず、配送時間が前日の正午から午後4時（一部を除く）と限定されるようになったためだとしている。
「堺・子どもの給食をよくする会」代表の藤田槇知子も、再開後の給食について、「「豊かさは少し待って」とは聞いたが、あまりにも「そまつ」そんな感じがする給食。食べ終わった子どもたちがすぐに「おなかすいた」と言い出すぐらい、煮て、煮て、煮詰めた、おかず一品とパン・牛乳だけです」「一二月二日から増量されましたが、ジャムまでが加熱・湯煎されたものです」と記している。調理員の永田政子も、食缶返却に来た児童が「おばちゃん腹へった。もっと食べたい。給食足りへんねん」と言ったり、弁当を持参した子からおにぎりを分けてもらった、と言ったりしていた旨を記している。
12月6日、藤田ら「堺・子どもの給食をよくする会」は市側との話し合いを行い、「消毒に九〇分も時間をとられ、調理に十分な時間がかけられないと聞いているが、消毒保管庫を入れてほしい。そうすれば消毒時間が短縮できる」などの要望を出した。そして同会は1997年（平成9年）2月から、「おかず二品・米飯」の開始のため、消毒保管庫や炊飯器の設置などを求める署名活動を開始。10万筆を上廻る署名を集めた。
その結果、堺市は1997年（平成9年）度の新年度予算案（一般会計2,719億円）に盛り込んだO157関連の事業費7億5,000万円に給食調理室の改修に6億4,000万円を割り当て、調理器具などの自動消毒保管庫を設置することとなった。事業費の内訳としては他に、食中毒などの情報の迅速な伝達のため、病院や事業所など約1,000ヶ所の食品関連施設に整備するFネット、感染した子供の定期健診の続行、夏休みの全期間、市営プールを無料開放する事業費2,200万円などが計上されている。これで数次の補正予算を含めた市のO157対策費用は計30億円に達した。
1997年（平成9年）7月10日からは、市立小学校など91校の給食室に、容器や器具の消毒保管庫を設置する作業が始まった。これまでは各校で前日に洗った容器や器具を調理当日に再度煮沸しており、ガスコンロの一つが煮沸消毒用の湯を沸かすためだけに使われることとなったため、調理効率に影響していたが、この導入で余裕ができ、11月頃からは米飯給食も再開の見通しであるとされた。
消毒保管庫導入後、1998年（平成10年）1月12日になって米飯給食が再開された。この日には市内90校のうちの9校の約5,000人に、チキンカレーが提供されている。また同年11月、市は学識経験者から受けた提言により、外部のチェック機関の導入などを盛り込んだ基本方針を制定。食中毒防止のため、床を濡らさないドライフロア方式を調理室に導入するなどして、調理施設の衛生面の改善を図るとした。
一方、2004年（平成16年）12月14日になって、給食再開後の1996年（平成8年）12月、調理中の牛肉からO157特有のベロ毒素を検出しながら、市がこれを公表せずに給食を継続していたことが判明。当時の市衛生研究所長が「前日の給食に出された肉じゃがで、調理中の牛肉からベロ毒素が検出された」と報告していたが、教育長は「75度で一分間、加熱すればO157は死滅するので問題ない」と判断したほか、「不安をあおりたくなかった」として公表もせず、自身の一存で給食を継続していた。
この件について、堺市は2005年（平成17年）3月31日に最終報告書を発表。冷凍保存などの検査記録は全検体が陰性であったほか、肉じゃがを調理場から持ち出した記録はなく、「持ち帰り検査で加熱中の肉じゃがを採取し検出された疑いは残るが、その後加熱され菌は死滅した」として、「安全性に問題はなかった」と結論付けている。

## 対処

### 治療

#### 下痢止め・血漿交換
O157は激しい下痢と腹痛を伴うが、下痢止めや痛み止めはいずれも、腸管の働きを抑える働きにより効く仕組みであり、使用するとO157が長期間腸管に留まって毒素の排出期間が長引く虞があるため、使用は差し控えるべきであるとされる。一方で、下痢により失われた水分の適切な補給のため、点滴などは積極的に行うなど、水分の補給に努める。
ただし、O157による下痢、腹痛、下血は激烈なもので、入院した児童らはベッド横のポータブルトイレから離れられず、付き添いの母親が一晩中、腹や背中をさすっている状況で、看護婦が下痢の回数を数え切れないほどだった。現場の小児科医は「痛み止めは使わないほうがよいとわかっていても, 使わないわけにはいかなかった」と述べている。
血漿交換については、小児科医の真鍋穣は、一般に保存的療法で良くなることが多いとされているが、重症例では血液透析、神経症状を伴う例では血漿交換も必要であるとされていること、必ずしも全ての例で血漿交換が必要というわけではない、と述べている。治療に関しては医療対策課職員でも様々な意見が交換され、血漿交換が最善であるという意見、血漿交換は感染や副作用が多いのでしないほうがよいという両方の意見が出た。血漿交換については課は「受け入れ医療機関に任せるしかなかった」としている。

#### 抗生物質について
本食中毒においては、細菌感染症の基本である抗生物質による対処によって症状を悪化させた臨床例や効果が認められない臨床例が欧米で報告されており、また、殺菌時に放出されるベロ毒素によってHUSの発生を助長することなどから、疑問視される声もあった。対策本部に寄せられた堺市内の開業医からの問い合わせも、多くは抗生物質に関するものだった。『消防通信』編集部は後述の通り、国の研究機関は治療法を研究してきておらず、厚生省も継続的な研究を指導してこなかったため、堺市での発生の際にも、抗生物質が効くのか、毒素にどう対処すべきか、といった対応手段が、殆ど何も示せなかったと批判している。
細菌の細胞膜を破壊して殺菌する種類の抗生物質（ペニシリン系、セフィム系）では、菌に含まれるベロ毒素を患者の体内に放散させることになるほか、細菌の遺伝子に作用して増殖を抑える種類の抗菌剤（ニューキノロン系）は小児用がなく、製薬会社から児童や乳幼児への使用を勧めることはできないとされている。
一方、村田三紗子は、抗菌薬については今後の検討が必要であるとしつつ、発病初期に腸管感染症に多用される薬剤を常用量5日程度使用することは二次感染防止に有用で悪影響はないと思われるとし、第一選択にニューキノロン系、これが使えない乳幼児にはホスホマイシン、カナマイシンなどを使うことを推奨している。
堺市医師会副会長の岡原猛によれば、それまで海外では抗生物質を使うべきでないとされていたが、医師会で「このままでは大変なことになる」と協議した結果、感染初期に薬剤を慎重に選んで投与した。この方針はその後も引き継がれ、国内の一般的な治療方針を方向付けるものとなった。
堺市医師会小児科医会理事の座談会で、楠本清明は、血便の出る患者にはホスホマイシン、一般的なウイルス性の下痢かつ年長の場合にはビオフェルミンと下痢止めを使用したとしている。O157と判明してからは下痢止めを使ってはいけないとされていたが、「下痢のひどい子には少しでも回数を減らしてあげたほうがよい」との判断で、タンナルビンを適宜処方した。また、急病センターでは補液T1、自身の診療所では抗生剤とミノサイクリンを中心に点滴し、内服薬はホスホマイシン（パーキロ60ミリ）、ビオフェルミンを中心に処方した。小林久和は、血便が多いと判明した時点でホスホマイシンを使ったがすぐに在庫がなくなり、ケフラールやオラスボアなどのセフィム系とエリスロを併用、阪本瑠子も最初からキャンベロとサルモネラを疑っていたためホスホマイシンを使ったとしている。西村輝久は「ホスホマイシンは大量投与するとベロ毒素が出るといいますが, 少量というのは非常にいいと思います」と述べている。
真鍋穣は、厚生省の治療マニュアルでは、O157は細菌感染症なので抗菌剤を使用することが基本であるとされていること、ベロ毒素は外毒素であるので、抗生物質により大量の毒素が遊離するエンドトキシンショックを引き起こす内毒素とは区別されるべきであることを指摘し、「抗生物質の使用によって、症状が悪化したとの報告はありませんが、ナーシングホームでの集団発生で、抗生物質の使用を必要としていた高齢者で、使用していなかった人よりHUSの合併が多かったとの報告があります」「抗生物質の使用が、大腸菌の排出期間を長引かせるとの懸念もありましたが、堺市の例では、一カ月でほぼ九五％の子どもが、O157（－）となっており、とくに、排出期間が長引いたとは考えにくいといえます」と述べている。
1997年（平成9年）1月26日に兵庫県神戸市で開かれた日本臨床微生物学会では、大阪市立総合医療センターの塩見正司小児内科副部長が、抗菌剤について発表を行った。塩見は堺市の集団食中毒の際にはひどい下痢で入院した児童15人にノルフロキサシン（NFLX）などのニューキノロン系合成抗菌剤を投与し、その結果全員が、HUSを発症せずに回復していた。乳幼児には関節障害が起きる虞があることから、堺市の集団食中毒の際にも余り使われなかった薬剤だったが、このことから塩見は「短期間の使用なら副作用は心配なく、児童らの治療に有効ではないか」と述べた。
一方で、同じ会で発表を行った順天堂大学細菌学教室の平松啓一教授らは、実験の結果、この薬剤を含む多くの抗生物質が、毒素を外部に放出させることが明らかになったと発表している。平松らの実験では、10種類の抗生物質を試験管内でそれぞれO157に加え、菌が放出するベロ毒素（VT1・VT2）を測定。ホスホマイシンなど4種類は薬剤濃度を上げるほど殺菌効果が高いが、同時に毒素放出量も増加していた。毒素放出を促進しなかったのは、カナマイシンとテトラサイクリン系抗生物質の3種類のみだった。大阪大学微生物病研究所の本田武司教授は、実際に体内で毒素が放出されるかについての動物実験方法は確立していないため、近い方法を開発する必要がある旨を述べている。
国立小児病院感染症研究部長の竹田多恵は、抗生物質の投与開始時期によってHUS発症率に有意な差があることを明らかにし、「平成8年度厚生省O157研究発表会」にて発表した。この疫学調査結果では、O157感染が証明された有症患者329名の中で3日以内に抗生物質の投与が開始された場合のHUS発症率は15.4%、4日目以降に開始された場合のHUS発症率は25.8%であったとしている。アメリカの疫学調査でも同様の傾向が1990年に報告されており、抗生物質の早期投与が重症度や予後の改善につながることが示唆された。

### 二次感染対策
7月20日から、堺市では二次感染予防として無料検便を開始。保健所など8ヶ所で受付を開始したが、申し込みが殺到したためにパンク寸前の状況に陥った。市衛生研究所には1日約500件の処理能力しかなく、府や大阪市の支援を受けたほか、民間機関への委託を行い、1日5,000件-6,000件に対応したが、申し込みのペースに追い付かず、31日から更に民間委託を進めて、1日15,000件の処理体制を確保している。
堺市保健所では、保健婦による患者家庭の訪問も行われた。これは患者と家族の健康状態の把握・有症状時の早期受診の勧奨・患者と家族への検便の勧奨・O157に対する正しい知識の普及・二次感染や食中毒の予防指導・不安の解消を目的としたもので、市教委の名簿を元にランク別に地区別訪問対象者名簿を作成し、訪問指導カルテ・二次感染防止のパンフレット・消毒液などを持参して訪問した。そのほか、二次感染の疑いがある1,915世帯にも、電話で本人や家族の健康状態の把握・未検便者への検便勧奨・心配事の相談を行った。派遣医師を中心としたプロジェクトチームにより、家庭だけではなく48校の小学校にも訪問は行われ、家庭での二次感染防止対策の徹底・学校再開の準備と有症状児の健康管理が行われている。
また、市は「堺市から市民のみなさまへ」とのチラシを4回に渡って戸別配布し、予防対策や二次感染防止対策を呼び掛けた。8月26日には、O157対策啓発市民会議の名で「O157からあなたとあなたの家族を守る」とのパンフレットを作成し、O157の知識、予防法のみならず、患者への医療費返還、影響を受けた中小企業者や農林漁業者への助成制度についても解説した。そのほか、家庭用浄化槽の保守点検を呼び掛けるパンフレットも、新聞折込などとして各家庭に配布されている。また保健所では、「O157博士になろう」とのイベントを夏休み中に9回開催し、ゲームやクイズを通して正しい知識の普及に努めた。
また堺市は、市内に4ヶ所存在するプール（金岡公園、大浜公園、三宝公園、田園公園内）について、食中毒発生後に市衛生部と協議を行い、「プールは水道水を源泉としているため大腸菌が生存する可能性はなく、かえってプールを閉鎖することで住民がパニックになる懸念」もあると結論し、プール使用前後のシャワー洗浄を徹底した上で、運営を継続するとした。この際、保健所からはプールの水の水質基準保持の徹底、床タイルの洗浄や脱衣場・ロッカー・トイレのノブの消毒を頻繁に行うこと、利用者にシャワーや手洗いを励行すること、トイレに消毒液・殺菌剤を設置すること、遊泳者の体調管理の徹底などが指導されている。
各省庁でも、各都道府県へO157対策の指示を行った。厚生省は地方自治体への支援や指導、伝染病としての予防対策、学校給食の対応、原因究明対策、国民への啓発運動を実施。文部省は学校給食関連の施設・設備や調理の指針「衛生管理チェックリスト」や、大学・研究所の研究者一覧を作成した。農林水産省では被害の拡大防止及び早期の原因究明、消費者等への情報提供、学校給食への対応、金融措置、農林水産試験研究分野での厚生省への協力を行った。通商産業省ではO157で影響が出た事業者対策として、融資等による財政援助を行った。
一方で小児科医の真鍋穣は、「O157は、確かに少量の菌数でも感染し伝染力も強いのですが、あくまでも食中毒であり、また、感染症としても便を通じて経口感染するというのが特徴です。飛沫感染でも、接触感染でもありません。食物の加熱と手洗いによって基本的に防ぐことができます」「便を通じて移ることと手洗いの徹底がはっきりしてからは、ほとんど二次発生もありませんでした」と述べ、それにも拘わらず厚生省による伝染病指定や、堺市による全家庭への消毒液配布・プール閉鎖・患者よりも先の一般市民への検便などが行われたことにより、無用なパニックが引き起こされたと批判している。

### インターネットの活用
本食中毒は、インターネットが医療情報の発信に本格的に利用された初の例でもあった。
大阪市立大学医学部附属病院（現・大阪公立大学医学部附属病院）は7月19日から医療機関向けのホームページを開き、症例を速報。8月2日までに8,000件以上のアクセスがあり、全国の医師から問い合わせや電子メールが寄せられた。大阪大学医学部でも、専用ホームページで府内の関係医療機関や、5月に集団食中毒の起きた岡山大学公衆衛生学教室など、全国の研究機関のホームページへのリンクを設置。市立堺病院も大阪大のホストコンピューターを借り、26日からホームページを設置した。そのほかにも、8月末までには大阪大学医学部附属病院など府下90ヶ所以上の医療機関もホームページを設置、入院患者の病状の経過・各病院が行った治療法・市民への啓発情報などの様々な情報を掲載し、大きな効果を上げた。

### 関係者
食中毒が一段落した9月末から、幡谷市長は給料を半年間40パーセント減給したほか、助役・収入役ら特別職、局長級の幹部ら28人も給与や管理職手当の一部を10月から返上している。一方で責任問題には中々触れなかったが、12月20日になって堺市教委は、全小学校長を含む、市教委の幹部ら118人を処分した。『読売新聞』は一転して市が大量処分に踏み切った理由について、三原台小死亡児童の遺族が12月16日に市教委幹部ら3人を告訴したこと、9・10月にも新たな発症者がいたことを市幹部が最近まで把握していなかったことが発覚し、不信感から補償に応じない被害者も出てきたことにより、「こうした市民の怒りの高まりに、市側も、これ以上処分を先送りできないと判断したのが実態ではないか」と解説している。

## 原因究明

### 給食について
厚生省の「病原性大腸菌O-157 対策本部」では、今回の食中毒発生について、「その発生の直接の原因については, 水道, 学校給食が疑われる」と考えた。しかし水道に関しては、大阪府営水道は他市と同様に全市に供給されていることや、受水槽の設置の有無に関係なく発生校が分布していること、7月初旬に大規模な水道工事は行われていないこと、また調査結果から、原因とは考え難いとされた。
一方で学校給食は、有症者・受診者・入院者の発生状況が、献立の異なる三つの地域ごとに特徴が異なり、これが原因であると考えられた。後述の「中・南地区」と「北・東地区」での食中毒では、検便から検出されたO157のDNAパターンがほぼ同一であり、汚染源は同一である可能性が高いこともわかった。
「病原性大腸菌O-157 対策本部」では、市教委、堺市学校給食協会、調理担当者からの聞き取りを行い、6月と7月の給食メニューに関する資料の提供を受けた。堺市では市域を6分割し、「堺地区・西地区」「北地区・東地区」「中地区・南地区」でそれぞれ共通の献立の給食を提供していた。但し献立は、3ヶ所全てが異なることも、3ヶ所が同じものになることも、3ヶ所とも同一になることもあった。また、給食はセンターシステムではなく自校調理方式で、食材は堺市学校給食協会が登録業者に、食材ごと、1日ごとに発注していた。食材はこの登録業者が給食協会に学校ごとに小分けして納入、一つの運送業者がこれを各学校ごとに搬入するという方式だった。また、牛乳、パン、卵、委託米飯は、登録業者が直接学校に納入していた。堺市学校給食協会から学校まで搬送されるまでの間、食材を冷蔵・冷却するシステムはなく、調理施設でも設置されていたのは、検食用の冷蔵庫と牛乳用の冷蔵庫のみだった。

### 喫食調査
堺市は7月17日から3日間に渡り、市内17病院に入院中の児童215人を対象に、保健所職員らによる聞き取りの形で喫食調査を実施した。しかし正確に答えられる児童は少なく、親による好き嫌いなどの意見を参考にして記入した。
その後、7月22日から初めて市内の小学校・養護学校の全児童を対象とする調査を開始。これは担任教諭による家庭訪問の形で行われ、7月1日から10日までの36種類の献立名を書いた調査票に、食べたものは「○」食べなかったものは「×」を記入するものだったが、20日も前の給食については、多くの児童が「よく覚えていない」と答えており、データの信頼性に疑問の声が上がっている。

### 検体検査
各小学校に保存されていた7月8日-12日の検食198食、単品15件、7月10日-12日の牛乳13件の検査では、O157は検出されなかった。また、計8校の学校給食調理場のまな板、容器、器具などのふき取り検査で得た41検体、こんにゃく・もやしの2製造施設での食品4検体、水など7検体、1食肉取扱施設でのふき取り検査で得た検体・汚水の23検体、運搬委託業者の商材運搬車7台中1台のふき取り検査で得た3検体でも、いずれも検出されなかった。また、7月1日-10日の献立で用いられたのと同じ食材について、全ての流通経路を辿り、7月14日以降に食材市内分計697検体、市外分計197検体の検査を行ったが、ここでもO157は検出されなかった。
また、調理過程でも、どの施設でも食材の取り扱いに大きな差は見られないこと、調査対象の全校で加熱が指示されているものは加熱されていたことから、調理過程における汚染の可能性は低いと考えられた。一方、調理従事者の検便検査では、中間報告の時点で結果の判明した308名のうち、3名がO157の陽性だった。しかし、前述の通り自校調理方式であること、調理従事者も給食を喫食しており原因食から感染している可能性があること、保菌者のいる学校以外でも発生していることから、直接の原因とは考え難いとされた。

### 原因食材推定
堺市での、7月8日から10日までの給食の献立は以下の通りだった。上述の通り、三つのブロックごとに感染状況が異なり、「堺・西地区」では有症者の発生が少なく、平均発症率はそれぞれ0.2パーセント及び0.5パーセントに留まっている。
| －                 | 7月8日                                                   | 7月9日                                               | 7月10日                                                      |
| ------------------ | -------------------------------------------------------- | ---------------------------------------------------- | ------------------------------------------------------------ |
| 中・南地区         | コッペパン、牛乳、関東煮、きゅうりの中華漬、ミニトマト   | ミニコッペパン、牛乳、冷しうどん、ウインナーソテー   | うずまきパン、牛乳、とり肉とレタスの甘酢あえ、はるさめスープ |
| 北・東地区         | 黒糖パン、牛乳、とり肉とレタスの甘酢あえ、はるさめスープ | うずまきパン、牛乳、カレーシチュー、スイカのデザート | コッペパン、牛乳、かぼちゃのうま煮、すまし汁、枝豆           |
| 堺・西地区（参考） | カレーライス、牛乳、サラダ、福神漬                       | コッペパン、牛乳、かぼちゃのうま煮、すまし汁、枝豆   | ミニコッペパン、牛乳、五目冷麵、すいか、ミックスナッツ       |

原因である給食を喫食した日は、以下のように推定された。
- 「中・南地区」では7月1日-8日に校外学習を実施しており、参加児童の中にも入院患者がいることから、これらの日の献立が原因であるとは考えられない。入院患者の7月1日-10日の欠席状況を確認すると、入院患者全員が給食を喫食した日は「中・南地区」では7月9日であり、有症者を対象としてみても、9日は最も欠席者が少なかった。そのため「中・南地区」では9日に原因食が喫食されたと考えられる。
- 「北・東地区」では7月8日以外の日に校外学習を実施しており、参加児童の中にも入院患者がいることから、これらの日の献立が原因であるとは考えられない。入院患者の7月1日-10日の欠席状況を確認すると、入院患者全員が給食を喫食した日は「北・東地区」では8日であり、有症者を対象としてみても、8日は最も欠席者が少なかった。そのため「北・東地区」では8日に原因食が喫食されたと考えられる。

上記の表の通り、原因食と推定された献立は「中・南地区」では「ミニコッペパン、牛乳、冷しうどん、ウインナーソテー」、「北・東地区」では黒糖パン、牛乳、とり肉とレタスの甘酢あえ、はるさめスープ」であったが、このうち加熱されていない食材は前者が「焼きかまぼこ, きゅうり, 貝割れ大根」、後者が「レタス, 貝割れ大根」であった。そのためパン、牛乳、カイワレダイコンが共通食材となったが、牛乳は殺菌処理されていること、牛乳とパンは複数の施設から納入されており食中毒発生の分布と合致しないことから、原因食材とは考え難いとされた。
一方でカイワレダイコンは、8日・9日・10日に同一の生産施設のものが納入されていた。また、学童の集団食中毒と同時期の7月12日にも老人ホームで食中毒が発生して、患者の便からO157が検出されており、この老人ホームでは7月9日の昼食が貝割れサラダで、同一の生産者が8日にカイワレダイコンを提供していたことも判明した。学童集団食中毒とこの老人ホームの食中毒のO157のDNAパターンを分析した結果、前者の20株と後者の6株が、サブグループレベルでも一致した。さらにその後、他にも同一施設から出荷されたカイワレダイコンを使用していた施設で、O157の感染が発生していたことが判明した。詳細は以下の通り。
- 大阪府内の老人ホーム - 7月15日に有症者発生の通報があった。6日から24日までの有症者は98名で（うち入院者14名）、33名（うち有症者12名）からO157が検出された。調理の過程やその後の取り扱いに問題点は確認されず、陽性者33名の喫食調査の結果、共通食は7月9日の昼食（ビーフカレー、貝割れ菜サラダ、らっきょう漬）のみであることが判明。このサラダに使われたカイワレダイコンが、堺市の「北・東地区」の小学校へ提供したのと同じ施設から、7月7日に出荷されたものだった。検出されたO157のDNAパターンは、学童集団食中毒の有症者のものと一致した[112]。
- 京都市内の事業所 - 7月18日に食中毒らしき症状を持つ者の発生の通報があった。75名の検便の結果、5名からO157が検出された。調理の過程やその後の取り扱いに問題点は確認されず、京都市による調査の結果、喫食割合の高い11日・12日の昼の定食が最も疑わしいことがわかった。11日の昼の定食ではカイワレダイコン、マヨネーズ、12日の昼の定食では線キャベツ、カットにんじん、トマト、パセリ、かまぼこが非加熱食材として提供されており、このうち11日のカイワレダイコンが、堺市の「中・南地区」の小学校へ提供したのと同じ施設から、7月9日に出荷されたものだった。検出されたO157のDNAパターンは、学童集団食中毒の有症者のものと一致した[113]。

そのほかにも、大阪府下では7月10日から20日までに、157名のO157の有症者が発生している。このうち、大阪市内の病院と保育所では、堺市の小学校と同じ施設から、7月8日に出荷されたカイワレダイコンが喫食されていたが、発生が散発的で発症率も低いため、「原因が給食であるとは断定し難い」とされている。
厚生省では当該カイワレダイコン生産施設への立入検査を行い、カイワレダイコン、井戸水、排水などの14検体を検査した。しかし、O157は検出されなかった。中間報告書で「病原性大腸菌O-157 対策本部」は、「以上のことから, 貝割れ大根については, 原因食材とは断定できないが, その可能性も否定できないと思料される。」と記している。

### カイワレダイコンの分析
上述の通り、カイワレダイコンの生産施設内での汚染の確認、施設外からの汚染経路の推定はできなかった。そこで厚生省では種子が汚染源である可能性も考え、施設で輸入していた種子の検査を行ったが、やはりO157は検出されなかった。
厚生省は、生産過程でカイワレダイコンがO157に汚染されるメカニズムに関する実験を、三つの機関（国立衛生試験所、国立予防衛生研究所、女子栄養大学）で行ってもいる。これは市販のカイワレダイコンのパックの底に穴を開け、4種類の濃度のO157菌液と対照無菌水に浸すというもので、これにより根部にO157菌液が接触すると上部に汚染が拡大することがわかり、栽培液が汚染されるとO157に汚染される可能性が確認された。また、O157を付着させたカイワレダイコンを30℃で放置する実験では、汚染された状態で長時間放置した場合、食品衛生上の問題が発生する可能性が確認された。
「北・東地区」の献立では、カイワレダイコンは「とり肉とレタスの甘酢あえ」で鶏肉の唐揚げ、加熱したタレ、レタスと和える形で利用されていた。ところが、この献立を調理した金岡南小学校では、調理施設が工事中である大泉小学校の給食も同時に調理していたにもかかわらず、大泉小では有症者が発生せず、金岡南小では発生するという現象が発生している。厚生省はこれについて、大泉小の分は先に配送するため、タレを調理した15-20分後にカイワレダイコンとレタスを添え、唐揚げを和えていたのに対し、金岡南小の分はタレが冷めた約80分後にこの作業を行っていたことを挙げて、カイワレダイコンが汚染されていた場合でも、大泉小の分はタレの温度で殺菌された可能性を指摘している。
また、「中・南地区」では1校のみ非発生校が存在し、ここではカイワレダイコンを調理後3時間、水道水に浸していたことがわかっている。厚生省はこの状況を再現した実験を行い、これが非発生の原因の一つと考えられるとしている。
最終報告で、厚生省の「病原性大腸菌O-157 対策本部」は、判明した事実を挙げた上で「さらに詳細な分析結果も含め総合的に判断すると, 堺市学童集団下痢症の原因食材としては, 特定の生産施設から7月7日, 8日および9日に出荷された貝割れ大根が最も可能性が高いと考えられる」と結論を出した。一方で報告書の「おわりに」の節では、以下のように付け加えている。

### 発表への反響

#### カイワレ業者の被害
カイワレが原因食材である可能性があるとの、厚生省の中間報告が発表された8月7日以来、原因食材の可能性があるとされたカイワレダイコンは返品や出荷停止が相次いだ。スーパー、百貨店、外食産業などの各企業の対応例は以下の通り。
- 西友 - 全国の店舗でカイワレダイコンを店頭から撤去したほか、自社内の検査施設と公的な外部機関の双方で、カイワレダイコンのサンプル検査を開始。
- イトーヨーカ堂、ジャスコ（現・イオン） - カイワレダイコンを店頭から撤去。
- ダイエー - 「生産現場から店頭までの衛生管理を徹底する」ことを条件に販売継続を決定。8月中に全国7ヶ所の取引先のカイワレダイコン工場の立入検査を完了する予定とした。
- 三越 - 「カイワレ大根は、消費者が洗浄する頻度が少ない」として、7月20日から販売を中止。
- 西武百貨店（現・そごう・西武） - 8月7日午後、カイワレダイコンやカイワレダイコンを使ったサラダなどの販売中止を全国の店舗に指示。
- すかいらーく、モスフードサービス - 8月7日午後、全店でカイワレダイコンの使用中止を手配。

8日には、東京都中央卸売市場でもカイワレダイコンの注文キャンセルが続出し、どの卸会社も1-3割しか取引が成立しないという状況となった。卸会社の一つである全国農業協同組合連合会も20パックの330ケースが入荷されたが30ケースしか捌けず、9日以降は入荷を断るとしている。また、築地市場でも「売れ行きはさっぱり」で、青果卸では2キロ入りの約1,000ケースが入荷したが、この日には約半分が売れ残っている。

#### 安全性を宣伝
「日本かいわれ協会」の高橋克巳会長は、7日に厚生省を訪れて抗議。9日には、会長ら理事7人が農林水産省内で記者会見を開き、「生産品の九八％が廃棄処分となり、業界全体で一日一億円弱の損害を受けた」「（灰色段階での）発表は極めて遺憾」と厚生省を批判したほか、「どの業者も無機質の化学肥料を使用、水も塩素で殺菌している」と安全性を強調し、カイワレダイコンとO157との関連性を否定した。
また高橋会長らは農水省食品流通局に、カイワレダイコンの入荷を停止しているスーパーに入荷再開を働きかけるよう訴え、厚生省も訪問して、食品保健課長に「検査データを見せてほしい」と要請している。
こうした動きに、農水省は同日、日本チェーンストア協会など小売関係の3団体に、カイワレダイコンの取扱いを再検討するよう、異例の通達を出した。厚生省も日本食品衛生協会など食品販売関連4団体に、販売自粛などを行わないよう文書で要請し、「原因食材の可能性が否定できないとされるカイワレは、特定の生産施設で生産されたもので、カイワレ全般に言及したものではない。冷静な対応を」と呼びかけている。
8月15日には、菅直人厚生大臣が昼食にカイワレダイコンのサラダを食べるパフォーマンスを行っている。菅は大臣室のテーブルにカイワレを山盛りにした大皿1枚とサラダボウル二つを用意し、「中間発表の仕方が難しいことを実感した。一般的に危ないわけではないことを国民の皆さんにわかってほしい」と説明した上で、カイワレダイコンに醬油味のドレッシングをかけ、15分で3パック分をほおばり、「なかなかピリッとしてうまい」と述べている。
8月19日には、横山ノック大阪府知事もミナミの焼肉店で府幹部と共に夕食を摂り、同様のアピールを行っている。横山は国産牛ロース・骨付きカルビ・鶏・豚肉計420グラムと、府中央卸売市場から取り寄せた門真市産のカイワレダイコン12パック（約600グラム）を用意し、肉をカイワレに巻いて次々に食べ、「水洗いや加熱をしっかりすれば大丈夫。肉やカイワレを食べて暑い夏を乗り切ってや」とアピールしている。

#### その後
1996年（平成8年）12月には日本かいわれ協会を中心とする業者らが、1997年（平成9年）3月には羽曳野市のカイワレ業者が、それぞれ国家賠償請求訴訟を起こした（後述）。
1997年（平成9年）4月、愛知県蒲郡市と神奈川県横浜市の一般家庭で食中毒が発生。カイワレからO-157が検出され、再び売上が激減した。
1997年10月8日までには、大阪市東成区のもやし製造卸会社「前原萬萌舎」が大阪地裁に特別清算を申し立て、事実上倒産している（負債総額：約3億円）。堺市学童集団下痢症の影響でカイワレダイコンの出荷が激減したことが原因で、東京商工リサーチによれば、集団食中毒の影響によるカイワレダイコン業者の倒産は初の例だった。
2001年（平成13年）の時点でも、カイワレの生産量はかつての4-5割という打撃が続いているとされる。日本かいわれ協会会長によれば、1996年（平成8年）には全国に六十数社あった加盟業者は、2003年（平成15年）の時点では約30社に減ったという。廃業して他の野菜栽培などに切り替えるなどした業者が多く、自殺した者もいたとされる。

## 影響

### 市場への影響
カイワレダイコン業者への影響については#カイワレ業者の被害を参照のこと。
堺市学童集団下痢症をはじめとして、全国でO157が猛威を振るう中、消費者の不安感が市場にも影響を与えた。生食用野菜は敬遠されるようになり、農水省の発表によれば東京都中央卸売市場でのレタスの価格は、7月中旬まで平年並の1キロ当たり164円だったのが、20日過ぎから徐々に低下し、31日には平年の54パーセントとなる100円にまで下落した。またキュウリも7月中旬には平年より45パーセント高い331円だったが、31日には96円に急落している。同日にはキャベツ、ハクサイなど14種類の「指定野菜」の平均価格も、平年の68パーセントの115円に留まっている。
関西では野菜の値下がりは更に激しく、大阪市中央卸売市場本場の7月末のまとめでは、レタスが平年の46パーセントの96円、キュウリが50パーセントの108円にまで値下がりしている。
こうした事態を受け、農水省は都道府県へ、出荷段階での自主検査などを更に徹底するよう通達を出す一方で、「大腸菌はたんぱく質をえさとするため、流通・消費段階で確実な衛生管理が行われれば、野菜がO157の繁殖で汚染することはない」と述べている。
7月下旬に大手外食チェーンなどによる「日本フードサービス協会」が7月下旬に実施したアンケート調査では、回答済の165社のうち、弁当チェーンや生鮮食品を扱う店を中心とする77社が、売り上げ減などの影響が「ある」と答えていた。
持ち帰り寿司チェーンの小僧寿しでは堺市内の店で売上が5割減、大阪府内では軒並み2-3割減、東京でも1割ほど落ち込んだ。ココスジャパンの運営する焼肉チェーン宝島では、7月末の前年同期比で3パーセント減となっている。
「堺・子どもの給食をよくする会」代表の藤田槇知子は、7月20日・21日頃の状況について、「梅干しがいいと聞くと急に売れだしたり、消毒液は店頭から姿を消したり、わけがわかりません」と記している。
また、夏の高校野球期間中に阪神甲子園球場で販売される、砕いた氷を袋詰めにした名物「かちわり」の売上げも、O157の影響で3割減となった。そのため、翌1997年（平成9年）の夏には、開幕2日前に球場内の砕氷機などを専門業者に依頼して消毒、開幕日には西宮保健所の衛生検査を受けたほか、従業員の手指の殺菌を徹底して「衛生対策は万全」と喧伝。この年には順調な売れ行きとなった。
東京都は8月に、本食中毒騒動で経営に影響を受けている飲食店や生鮮食料品店などを対象に、低利の緊急融資を行う方針を固めている。対象はO157の影響で最近3ヶ月、または6ヶ月の売上高が前年同期より5パーセント減少しているか、減少の見込みがある中小企業で、限度額は8,000万円、利率2.0パーセント、返済期間は7年以内とされた。
一方で硬化ガラス製まな板、食器乾燥機、柄と刃の一体型包丁といった、雑菌に強い台所用品の売り上げが伸びるという現象もあった。傷がつかないため雑菌の入り込まないほか、耐熱温度が280度で煮沸消毒も可能な硬化ガラス製まな板は、関西方面で7月に発売されたものが、8月初めには既に約2,000枚を売り上げ、大阪市内のある百貨店では、通常月数十枚しか売れないまな板が、この製品は7月だけで約200枚を売り上げた。
また約1時間の乾燥で雑菌が死ぬ食器乾燥機の売り上げが伸び、7月の売上は業界全体で前年の同月を約30パーセント上廻っている。シャープでは6月の売上が前年同期の5割増、三洋電機では7月の売上が前年比8割増の伸びとなった。P&Gでも殺菌剤入り薬用せっけんの売上が伸び、6月は前年比31パーセント増、7月は更に上回る勢いであるとされている。

### 衛生管理
国は1997年（平成9年）3月に、大量調理を行う施設を対象にした衛生管理マニュアルを定めたほか、1998年（平成10年）の感染病法で、感染拡大を防ぐ手立てを充実させている。堺市ではマニュアルにある「75度1分間以上」の加熱調理を実施しており、給食の再開時に専門家から「缶詰からも食中毒菌が出た例がある」と指摘を受けたことから、発生から10年後の2006年（平成18年）7月時点でも、シロップ漬けの果物缶までを加熱して、児童らには生温かいパイナップルやみかんが提供されている。また、本件を契機に、損害保険会社各社に対して、食品関連業界から生産物賠償責任保険（PL保険）に関する問い合わせや申し込みが急増した。
学校施設で頻発する集団食中毒を受けて、学校給食を提供する各社では衛生管理に関する早急な対応が行われた。日本給食サービス協会、日本フードサービス協会、日本メディカル給食協会はそれぞれ、厚生省からの要請に従い、加盟各社や食材納入メーカーに対して食品の加熱処理や従業員の徹底などの衛生管理に対する対応を指示した。他業種の一般企業では三菱自動車工業、ヤマト運輸、田辺製薬、日本ビクター、日本マクドナルドなどが食中毒に対して注意を促すパンフレットを作成し、配布するなどの対応を採ったり、社員食堂から生もののメニューを外すなどの自衛策を講じるなどが行われた。味の素では独自にプロジェクトチームを結成し、O157に関する情報収集と対策作りを行っている。
国内の衛生管理についての意識が高まる中、1960年代にアメリカ合衆国で考案された宇宙計画向けの食品衛生管理方法（HACCPシステム）の考え方が導入されるようになった。1995年（平成7年）の食品衛生法改正により乳製品やハム、ソーセージなどについてはその考え方が一部持ち込まれていたが、1996年（平成8年）6月から指針作りを始める予定だった食肉分野についても適用の前倒しが決定された。また、施設や食品ごとにHACCPシステムが適切に適用できているかを審査し、厚生労働大臣による承認が行われる総合衛生管理製造過程承認制度が設けられた。1998年（平成10年）5月には食品の製造過程の管理の高度化に関する臨時措置法が施行され、税制面などにおいてHACCPシステムの導入を推進支援するための仕組みが整備された。

### 事件
堺市学童集団下痢症発生後、コンビニエンスストアセブン-イレブンに対して「O157を入れたパンを店に置く」などと脅し、1億2,000万円を要求するなどした男が逮捕される事件が発生した。また、1996年（平成8年）8月10日には堺市役所の市長公室長室に男が侵入し、O157に対する責任を求めて公室長に暴行を加える事件が発生した。
11月2日には、堺市学校給食協会常務理事の男性（当時61歳）が自殺する事件が起こった。男性は食中毒発生以来、まとまった休みは取らず、この頃には給食再開のために関係機関や納入業者との折衝を続けていた。午後8時過ぎから野口克海教育長は緊急記者会見を開き、「学校給食で大きな被害が出たことに対して責任を感じ、悩んでおられたのだろう。ここ二、三週間は大変疲れておられたと聞いているが、給食再開の見通しが立ちつつある時だけに、大変、残念」と述べている。午後10時過ぎには幡谷市長が男性の自宅を弔問している。
堺市では毎年10月10日に開催されていた堺市民オリンピックについて、食品に対する不安感が拭えないことなどを理由に、1996年度の開催を中止した。その他全国でも祭りや盆踊りなどの行事が相次いで中止された。その他、一般家庭においては衛生意識の高まりに便乗し、高額な家庭消毒を勧めるなどとした不安商法を行う悪徳業者も見られた。

### 差別・いじめ
食中毒発生後、対策本部には「元気になり退院したが、友達が遊んでくれない」「『ばい菌』と呼ばれた」「『症状の出た子供に近づくな』『一緒に遊ぶな』と言っている親や子がいる」「他の保護者からの要望で、塾に行きたくても行かしてもらえない」などの声が寄せられた。また、偏見による解雇・自宅待機・職場での嫌がらせ・アルバイトの拒否・就職面接の拒否なども発生し、「堺市に住んでいるというだけでクビになった」「小学生の子どもの母親というだけで『出勤してくるな。できればやめてほしい』と言い渡された」「アルバイトの申し込みにいったら『堺市の人はお断りします』といわれた」などの事例が報告されている。ピアノ塾から「しばらく来ないで」「うちの塾の子で食中毒があったのはあなたの学校だけ。同じけん盤を使うと感染するかもしれない」と言われた小学3年の児童もいた。
「堺・子どもの給食をよくする会」代表の藤田槇知子は、当時、堺というと他府県民から怖がられ、元気な子供を実家に預けようとしたところ、実母から「妹に子どもが生まれ、戻っているから、もし何かあったら困るので今年は帰ってこんといて」と言われた例や、家族旅行を宿泊先から断られた例、弁当屋のパートが「明日からはもういいです」と言われた例を聞いた旨を記している。
こうした事態を受け、堺市では8月2日に「市いじめ・不登校問題対策会議」を緊急開催。人権問題対策のプロジェクトチームを設置し、人権侵害への姿勢を明確にした。また、市教委では教師のための指導資料「取り戻そうみんなの笑顔」を作成している。資料では、大人が正しい知識を身に着けることの大切さを強調し、学校だよりやPTAだよりなどで、父母らに正しい情報を提供することや、「怖いというイメージを持たせず、手洗いの励行などによって安全に暮らせるという意識を持たせる」「清潔を過度に強調しない」などの注意点を挙げている。また児童に対しては、「一人ひとりを大切にする」「相手の立場に立って考える」などの目標を立て、「ばい菌」「O157」呼ばわりをすることは許されないことなどを指導するよう求めている。
労働省（現・厚生労働省）でも、O157への感染を理由とした解雇などに関する相談が全国の労働基準監督署に寄せられたことから、「こうした解雇は解雇権の濫用に当たる」と、安易な解雇を戒める通達を全国の労働基準局長に出している。また同日には、伝染病予防法による就業制限で食品を扱う仕事を行えない感染者を、別の仕事に振り向けるなどの努力をせず休ませた場合は休業手当の支払いが必要であること、有給休暇の計算の際にも欠勤日数に数えない旨を指摘する通達を出している。
ジャーナリストの北井弘は、堺市のタクシー運転手の話として、酔客に「堺の車やないやろな」「そらあかん、O157がうつる」とドアを閉められたという話を紹介し、「堺市内では、このような"無邪気な悪意"に傷つけられた体験を持つ市民が、無数にいる」と述べている。また、O157は接触感染や空気感染はしないという基本的な情報がマスコミによりきちんと報道されていれば、堺市民への「いわれなき差別」は起きなかったかもしれない、ともしている。
小児科医の真鍋穣も、「マスコミも二次感染の恐れを過大に報道し、パニックを煽り立てました」とし、その結果として「家族に感染者がいることを理由に、母親は菌を排出していないのに、職場に出られず、自宅待機になった」「発生した学校の子どもは外へ出させないようにしろと保健所に電話があった」「ディズニーランドへ旅行しようとしたら、堺市の方はご遠慮してくださいと言われた」などの、「科学的冷静な対応が欠如した状況」が8月一杯続いたと批判している。
また、2012年（平成24年）に発刊された『追悼文集』に、発生当時「堺と言っただけで、ホテルをキャンセルされたり、冷たい目で見られたり」した体験談を綴った女性は、当時10歳だった息子が社会人になっても、上司から「君は堺出身だね。O157は大丈夫?」と訊かれたと聞き、根深い偏見にショックを受けたと記している。
大阪市立大学の森田洋司教授（社会病理学）は、O157によるいじめは「恐怖からの逃走・逃避」「不快価値からの回避・退行」という面があり、恐怖感に基づくパニックとして捉える必要があるとし、情緒的に集団の和を求めるのではなく、まず教師が正しい知識を持ち、親や子供の啓発を行うことが重要である旨を指摘している。

### 児童の精神への影響
堺市では食中毒からの回復後も、心的外傷後ストレス障害（PTSD）などの症状が出る児童が発生した。1997年（平成9年）10月に日本体育・学校健康センターは、吐き気や物に触れないなどの症状によりPTSDと診断された女児に対し、食中毒との因果関係を認め、9月の保護者の申請を受けて支給を行った。1999年（平成11年）9月の時点では、PTSDで不潔への過剰反応などが見られ、専門医の治療を受けている生徒が4人いた。
発生当時小学2年だった男子生徒の一人は、数日間の下痢で済んだものの同年秋にPTSDと診断され、自分を「バイキンマン」と呼び、母親以外が調理した食事は一切受け付けなくなった。中学に入ってようやく症状は改善されたが、高校3年になっても毎年7月には下痢に襲われることが続いていたという。
発生から10年が経過した2006年（平成18年）7月の時点では、市が発生直後に設けた精神科医派遣制度の利用者38人のうち、受診しているのは当時小学6年生だった男性1名のみとなっており、この男性も以前は不潔恐怖症やうつ病による自傷行為などが見られたが、ほぼ回復したとされる。

### 感染症法制定
1998年（平成10年）10月、明治時代以来の伝染病予防法が廃止され、感染症の予防及び感染症の患者に対する医療に関する法律が制定された。早稲田大学教授の下村哲夫は、「O157騒動で法律面で大きく変わったこと」としてこの新法を挙げている。本法では感染症は一類から四類までと、指定感染症、新感染症の6種類に分類され、腸管出血性感染症は第二類に分類されている。またこれに伴い、学校保健法関連でも改正が実施された。

## 対応への反省

### 予防策
『消防通信』編集部は、O157は浦和市の幼稚園などでの先行事例が既にあり、その後に発生を経験した奈良県や大阪市が疫学調査や治療法の報告書をまとめていた一方、国立予防衛生研究所などの国の研究機関は治療法を研究せず、厚生省も継続的な研究を指導してこなかったとしている。そして、そのために堺市での発生の際にも、抗生物質が効くのか、毒素にどう対処すべきか、といった対応手段が、殆ど何も示せなかったと批判している。
小児科医の真鍋穣は、既に国内では1990年（平成2年）の浦和市と1991年（平成3年）の大阪市大正区で、幼稚園における集団発生の前例があり、一定の予防と治療法が確立しているにもかかわらず、厚生省は適切な対策を怠り、外国から輸入される生きた牛の腸にO157が一定の割合でいることを知りながら、一度も検疫をしていなかったことを含めて批判している。
国立予防衛生研究所（現・国立感染症研究所）の島田俊雄腸管系細菌室長も、「浦和市の発生のあと、O157については、菌の型の分析以上の研究はしてこなかった」「自治体や学校と連携して食中毒の発生源を突き止める作業を徹底してきていたら、O157の大発生も防げたかもしれない。放置してきたつけが回ってきた」とし、研究室の人数が年々削減され、病原性大腸菌の専門家も1人しかいないこと、研究は細菌そのものが中心で、原因を究明する細菌感染症疫学の専門家もいないことを明らかにしている。
また、食中毒発生の約3週間前に当たる6月21日に、堺市内の小学校の給食調理員らが、7月以降は生ものを使う献立はやめるよう市教委に申し入れていたが、市教委がこれを拒否していたことも判明した。この申し入れは給食調理員らが例年行う話し合いの場で、5月の岡山での食中毒発生を受けて多くの調理員から出た声を代表が口頭で伝えたものだった。市教委は「献立は二か月ごとに決めており、七月分は決定済み」「食材は登録業者に全校分を一括発注している」を理由にこれを断っており、また「正式な申し入れとは考えておらず、従来の方法を徹底すれば十分と判断した」と釈明している。

### 発生後の対応
ジャーナリストの北井弘は、一連の騒動では「プラス面とマイナス面がない交ぜになっていたという印象を受ける」とし、前者として「阪神・淡路大震災の体験を踏まえて他の自治体がすばやく支援体制を整えたこと、近隣の市町村をはじめ、他の中核市、保健所政令市、大阪府、そして国も、堺市の状況を早めに把握して、積極的に救援のオファーを行った」ことを挙げ、後者として「岡山県邑久町や岐阜市などの明白な先行事例があったにもかかわらず、堺市がそれを必ずしも自分の問題としてとらえきれていなかった」こととしている。
金岡保健所の更家充所長は「食品衛生上の対応は素早かった。ただ、保健婦（二三人）への指示がもう少し早ければ」と述べている。保健所では14日の段階で、翌日から保健婦が動けるように体制作りを行っていたが、対策本部から家庭訪問の指示が出たのは19日であり、これも有症状の学童のいる家庭に限ってのものであった。同所の係長も、保健婦を待機させていた4日間について「本当にもったいなかった」としている。
堺市衛生研究所長の神木照雄は、初動体制については混乱があったとしつつも、原因は「結論からいうと, 医療機関に患者受け入れの空きベッドがなかったことに尽きます. ベッドさえあれば, 何ということもなかった. （中略）その意味で, 医療機関の先生方に迎合するわけではありませんが, うまく対応していただいたのではないかと思います」と評価している。
一方で『消防通信』編集部は、まず欠けていたのが初動の対応であったとし、どんな症状なのか、診断方法はどのようなものか、といった事項が現場の最前線に伝わらず、そのためにO157かどうかの判断が遅れ、使用すべきでない下痢止めが用いられたり、抗生物質の使用にも具体的指針がなく、「菌を殺すことで毒素が大量に出る」「投与しても効くかどうかわからない」といった話が広がり、現場を混乱させたと批判している。
堺市医師会副会長の岡原猛は、多くの児童が一気に受診に訪れたため市内の医療機関はすぐに満杯となり、その後の重症児の受け入れが難しくなったことを課題として挙げた一方、「だが、どこまで患者が増え続けるかわからないなかで、O157の診断経験がほとんどなかった当時の医師に、治療の優先順位の見極めまで求めるのは難しかったと思う」と述べている。
真鍋穣は、自身の病院では7月15日にHUS患者が発生した後、すぐに対策本部に報告したが、対策本部はすぐには重症例を発表せず、17日になって突然重症者5名と発表されたことを挙げ、当初重症者発生の発表を控えたことにより、「予想外の重症者の発生」と却って市民の不安を煽る結果となってしまった、と述べている。また、食中毒発生時の基本である調理員の検便、原因給食を食べた児童全員の検便が当初行われず、一般市民の検便を先に行ったというような初動の誤りがパニックを拡大させたとし、「保健所統廃合や自治体リストラに熱心であった堺市の本質を如実に表わした事件だったのです」と述べている。

## 訴訟

### 死亡児童遺族の訴訟

#### 業過致死容疑で告訴
1996年（平成8年）12月16日、死亡した三原台小6年女子児童の父親は、当時の市教育長ら市教委幹部3人を「危険を予知しながら従来の給食を漫然と続け、食中毒を招いた」として、業務上過失致死容疑で大阪地方検察庁へ告訴した。告訴されたのは当時の教育長、市教育次長（財団法人堺市学校給食協会長を兼任）、学校保健課長の3人で、学校給食の食中毒で、遺族が学校関係者を刑事告訴するのは初めてのことだった。
1999年（平成11年）9月17日、父親は後述の民事訴訟で堺市側の責任が認められたことを受け、「刑罰を求め続けても何も残らないような気がする。担当者には非を認めて謝ってほしいだけ」として、告訴を取り下げた。

#### 損害賠償請求訴訟
1997年（平成9年）1月16日、死亡した三原台小学校6年女子児童の両親は、「安全対策を怠り、汚染した学校給食を提供したため死亡した」として、製造物責任法（PL法）などに基づき、総額7,770万円の損害賠償を求める訴えを大阪地方裁判所堺支部に起こした。
1999年（平成11年）9月10日午前に大阪地裁堺支部で判決があり、渡邊雅文裁判長は「学校給食には極めて高度な安全性が求められており、加熱調理に切り替えていればO157を防げた可能性が高い」として、国家賠償法に基づき、市の過失を認め、約4,530万円の支払いを命じた。
判決理由では、原告が強く主張していた市の製造物責任には言及しなかったが、学校給食において、児童に食べない自由は事実上なく、献立を選択する余地はないこと、何らかの瑕疵があれば直ちに生命や身体に影響を与えることから、「安全性の瑕疵によって、食中毒などが起これば、給食提供者の過失が強く推定される」とした。
また、堺市は「食材すべてについて汚染を予見することは不可能で、通達などに基づいて加熱すべき食材はすべて加熱し、野菜を丁寧に洗うよう、相当な対策を指示していた」として過失を否定していたが、渡辺裁判長は原因食材を「冷やしうどんの中に入っていたカイワレ大根の可能性が最も高い」「O157は、加熱で容易に死滅する性質であることからすれば、献立を加熱調理に切り替えれば除菌できた蓋然性が高い」とし、先立って発生した岐阜市の食中毒の原因がおかかサラダだったことからも、食肉類以外の食品が汚染される可能性は充分考えられ、他の市町村では加熱調理に切り替えていたことからも、「堺市の担当職員は食肉類さえ注意していればよいという状況ではないことを認識し、水洗いのみでは除菌できない可能性があることを考慮すべきだった」と予見可能性を認定した。
その上で、学校給食の実施は最新の医学情報や食中毒事故情報の常時収集などの最大限の注意義務が課せられていることを強調し、「九六年は例年になく食中毒の死者数が多く、O157が全国的に流行し、感染源が不明で治療法がないことが指摘されていたことからすれば、学校給食についてはいくら注意してもしすぎることはない」「原因食材や感染ルートの特定ができなかったとしても市側の過失の推定を覆す証拠はなく、市及び市職員には不法行為における過失があったと言わざるを得ない」と結論を述べた。
賠償額は「女児は給食を何の疑問も抱かずに食べた結果死亡し、夢や希望もかなわなくなった」とし、女児と両親への慰謝料を計3,000万円、逸失利益約3,100万円と算定し、支払い済みの給付金2,000万円を差し引いた金額として支払いが命じられた。
堺市は控訴しない方針であったため、判決はこれで確定した。給食による集団食中毒を巡って行政の賠償責任を認めたものとしては、初の判例となった。
早稲田大学教授の下村哲夫は、「この判決で特に注目されるのは、学校給食に極めて高度の安全性を求め、「食中毒などの事故が起これば（それだけで）瑕疵が推定される」という強い立場をとっていることである。地方公共団体が十分な安全対策を取ったことを実証しない限り、賠償責任を認めるという挙証責任の転換を図ったと見ることもできる」と指摘している。こうした考え方は、「人の生命や健康を管理すべき仕事に携わるものは、仕事の性質上危険防止のために必要な最善の注意義務が求められる」という、輸血梅毒事件をはじめとする、これまでの医療過誤を巡る司法判断に通じるものであるともしている。
また下村は、今回の判決ではPL法には言及しなかったものの、実質的にPL法と同じ考え方を積極的に取り入れたということができ、国や地方公共団体が関係する事故の被害者救済にも今後影響するところが大きいとみられる旨を指摘している。

### カイワレ業者の訴訟
カイワレ業者による損害賠償請求訴訟は二つ起こされており、それぞれ「東京訴訟」「大阪訴訟」と呼称される。

#### 東京訴訟
1996年（平成8年）12月2日、カイワレダイコンの生産業者による組織「日本かいわれ協会」（現・日本スプラウト協会）と全国の19生産業者は、食中毒はカイワレダイコンが原因の可能性があるとする厚生省の発表に対し、「科学的根拠が十分でないまま発表されたことで、大きな被害を受けた」として、国に約4億4,400万円の損害賠償を求める訴えを東京地方裁判所に起こした。業者側の訴えは「給食の保存期間が過ぎ、原因食材の特定が困難な状況だったのに、厚生省はカイワレ大根を名指しで発表し、国民に『犯人はカイワレ大根』との誤解を与えた」とし、この発表によってスーパーや青果市場で生産業者との取引を中止するところが相次ぎ「売り上げが例年の三割程度に落ちた」というものだった。賠償請求額は、逸失した収益約3億2,800万円に、返品などで廃棄した分を含めた8月から10月までの損害を加えたものだった。
2001年（平成13年）5月30日、判決が東京地裁であった。前田順司裁判長は、「カイワレダイコンが原因食材である可能性を否定できない」とする旧厚生省の発表を相当とし、カイワレ業者らの訴えを退けた。一方で「今回のように、大きく報道されて業者や国民に過剰な反応が生じることもある」「情報公開の際は、第三者が無用な損害を被らないための配慮と、受け取る側や報道機関の良識ある行動が望まれる」と付け加えてもいる。
2003年（平成15年）5月21日、控訴審判決が東京高等裁判所であった。江見弘武裁判長は厚生省による発表について「調査方法に問題はなく、公表は消費者の利益を重視して講じられた措置で、歴史的意義がある」「情報不足による不安感の除去のため、隠されるよりははるかに好ましく適切だった」とした。一方で公表の結果、食品にとっては致命的な市場評価の低下に繋がり、全国の店頭から撤去される事態になったことも重視。食中毒の原因は「流通経路での汚染が疑われるべきだった」とし、中間報告の発表当時はカイワレダイコンが原因食材と断定されていなかったことから「カイワレ事業が困難に陥ることが予測できたにもかかわらず、あいまいな内容を公表した行為は違法」「厚生大臣はあいまいな内容をそのまま公表し、カイワレの市場での評価を致命的に棄損した」として一審判決を覆し、国に計1,691万4,000円の支払いを命じた。また、「報道機関に責任はないが、報道されたことにより、結果的には損害が予想外に拡大した」「消費者の行動が時に想像を超えて異常に走ることがある」とし、国だけに責任を負わせることはできない旨も付け加えている。

#### 大阪訴訟
1997年（平成9年）3月11日、羽曳野市のカイワレダイコン製造業者が、「厚生省が科学的根拠のない情報を公表したため、信用が低下して出荷が減った」として、5,200万円の国家賠償請求訴訟を大阪地方裁判所に起こした。業者側は「原因食材の推定方法が恣意的で、井戸水が汚染源とする厚生省の前提には問題がある」として、取引停止などによって受けた損害などの賠償を求めた。
2002年（平成14年）3月15日に大阪地方裁判所で判決があり、村岡寛裁判長は「公表の目的は正当だが、内容などに相当性を欠く面があり、原告のカイワレ大根が原因との確定的な印象を与えた」として、国に慰謝料など600万円の支払いを命じた。村岡裁判長は「カイワレ大根が原因食材との推定には相応の根拠はあったが、調査に原因食材を特定するまでの正確性、信頼性は認められない」「過渡的な情報を記者会見で公表する緊急性があったが疑問が残るなど、報告と記者会見には不相当な所があり、内容も名指ししていないものの、生産者はすぐに特定できる表現だった」「厚生省は表現方法や情報の正確性に細心の注意を払うべき義務に反し、原告の名誉、信用を害した」とした。国は28日に、判決を不服として控訴することを発表した。
2004年（平成16年）2月19日に大阪高等裁判所で控訴審判決があり、中田昭孝裁判長は「調査には正確性、信頼性が認められず、結果の公表も相当性を欠く」として一審判決を支持、国側の控訴を棄却した。中田裁判長は中間報告について「調査の結論が出ていない時点で公表する利益は、国民が調査経過を知る以上にはなく、原告が被る打撃を思えば、厚生大臣が会見までして公表するような緊急性、必要性はなかった」として違法性を認定。最終報告も「カイワレ大根が原因食材との誤解を招きかねない不十分な内容」とし、専門家が断定的な表現を使ったことも「相当でない」とした。そして、「公表は情報公開という正当な目的があったとしても、原告の名誉、信用を害する違法な行為だった」と結論付けた。
また、一審では支払が命じられた600万円は、慰謝料500万円と弁護士費用とされていたが、二審ではこのうち300万円を、原告の被った財産的侵害と認定している。

#### カイワレ業者側が勝訴
2004年（平成16年）12月14日、最高裁判所第三小法廷で藤田宙靖裁判長が判決を下し、これら二つの訴訟について、国側の上告を退けた。これにより計約2,290万円の支払いを命じた判決が確定した。日本かいわれ協会は「出荷量は完全には戻ってこないが、これで晴れて名誉が回復された」と述べた一方、菅元厚生相は「100％危険でなければ公表しないとなると、薬害などに対応できない。発表は間違っていなかったと今でも考えている」とした。

## 給付・補償

### 共済金
発生直後の7月22日までに、日本体育・学校健康センター（現・日本スポーツ振興センター）は本集団食中毒に対して、災害共済制度を適用することとし、共済金給付の手続きに入るように堺市教委に通知した。従来であれば原因菌が給食の保存サンプルから検出されるなどの発生源特定後に給付を行っていたが、学校給食による食中毒の疑いが極めて強いこと、過去の食中毒を遙かに上回る大きな被害状況であること、給食からの菌検出が難しいこと、を考慮しての決定だった。
この共済金給付では、健康保険の自己負担分治療費のうち、一人当たり約64,000円までが無料になった。また、保護者の負担軽減のために審査期間を短縮して早急に給付すること、申請に必要な学校側の報告書を統一様式にして一括で受け付けるなどの措置により、手続きの時間を短縮するとされた。

### 補償
11月28日に堺市は、総額約8億1,000万円の補償金・見舞金を、計7,300人の被害者へ支給することを決定し、同額の補正予算案を12月2日の定例市議会に提出することを明らかにした。この時点で食中毒発生に伴う市の出費は、総計22億4,500万円となった。補償金は発症して治療を受けた患者に支払われるもので、「入院した重症者」「入院した軽症者」「通院者」の3段階に区分し、重症は入院1日につき21,000円、軽症には1日につき16,000円、通院には1日につき8,000円を支給（重症と軽症はHUS併発の有無で区別）。対象者は見込み約6,000人。また見舞金は、検査で保菌が確認されなかったが症状の出なかった人が対象で、約1,300人に一律5,000円を支払うとされた。重症者の平均入院日数は60日、軽症者は17日で、通院の平均日数は6日であることから、重症者の平均的な補償額は126万円、通院者への補償は平均48,000となる。
1998年（平成10年）4月27日までに堺市は、後遺障害が固定した感染者に対し、症状に応じて補償金を支払う補償基準をまとめている。これは内臓疾患の残った感染児童が、文部省所管の特殊法人「日本体育・学校健康センター」から後遺症と認定されたことを受けてのもので、支給対象はセンターから後遺症と認定されて障害見舞金の給付が決まった感染児童、それ以外の家族ら二次感染者で、腎機能障害などの内臓疾患やPTSDを想定。センターの基準に準拠し、症状を重いほうから1級-14級に分類し、金額は3,500万円-100万円としている。
2015年（平成27年）5月15日、市教委は新檜尾台小の死亡児童の両親と、補償金7,270万円を支払うことで合意し、示談が成立したことを発表した。内訳は逸失利益2,930万円と慰謝料3,790万円などで、既に日本スポーツ振興センターから給付された死亡見舞金2,100万円を引いた額を支払うとされた。
また5月19日には、市教委は久世小の死亡児童の両親と補償金7,220万円を支払うことで合意し、これで全遺族との補償交渉が完了した。内訳は逸失利益3,350万円と慰謝料3,740万円などで、既に日本スポーツ振興センターから給付された死亡見舞金2,100万円を引いた額を支払うとされた。但し後述の通り、この約5ヶ月後には後遺症による新たな死者が発生し、改めて補償の手続きを進めることとなっている。

### 健保との調停
三原台小死亡児童遺族の遺族が起こした損害賠償請求訴訟で1999年（平成11年）9月に、市の過失を認める判決が確定したことから、同年12月、近畿3府県の計57の健康保険組合が、「肩代わりした保険分を市が全額負担するのは当然」として、負担した医療費約8,000万円の支払いを求めて民事調停を申し立てた。
医療費を請求していたのは感染児童の親や二次感染した家族ら計1,898件だった。市は請求者と認定した補償対象者9,119人を照合し、「補償対象外の人も多い」と堺簡裁に通知。簡裁では双方の意見を聞いた上で、1,283件に市の支払い義務を認定。2000年（平成12年）2月21日に、大阪の1組合を除く56健保に、1組合当たり710万円-6,000円を支払う調停案を提示、理解を得た。
市は2000年（平成12年）3月14日、大阪の1組合を除く56健保に計6,300万円を支払うとし、4月5日の堺簡裁で調停が成立する予定であることを発表した。

## 被害者のその後

### 後遺症
O157に感染した児童らの一部には、溶血性尿毒症症候群（HUS）をはじめとする後遺症が残った。
1998年（平成10年）3月12日までに、文部省所管の特殊法人「日本体育・学校健康センター」は、O157に感染し虫垂炎から腹膜炎を併発し、手術を受けて腹膜炎は治ったものの、腹膜炎によって発症した腎臓以外の内臓疾患の症状が残ったままの児童を、「食中毒の後遺症」と認定し、災害共済給付制度に基づき220万円の障害見舞金を給付した。児童は医師により「内臓疾患に至る一連の症状はO157感染によって引き起こされた可能性が高い」との所見を受け、2月上旬にセンターへ障害見舞金の給付を申請、センターは診断書などをもとに後遺症と判断した。また、障害は重いほうから1級-14級の等級に分類され、本児童は11級と認定されている。
また、当時小学5年生でO157に感染し、HUSを併発した女子児童の一人は、中枢神経に重度の後遺症が残り、理解力や記憶力が低下。中学校へ進学してのちは普段は普通に授業を受ける一方、体調が優れないときは別室で個別指導を受けた。しかし徒歩通学や体育の授業への出席もほぼ可能であることから進学を希望したため、堺市はこの生徒の堺市立商業高等学校への入試に特例措置を講ずることとし、2001年（平成13年）3月5日に作文と面接の2科目で試験を実施した。「修学上の配慮が必要」とする医師の証明書も考慮して合格と判断している。
そのほかに、以下のような後遺症や影響の残った児童がいた。
- 当時小学5年生でO157に感染した女子児童 - 併発したHUSの影響で急性脳症となり、視野狭窄の後遺症が残った[180]。
- 2006年（平成18年）時点で22歳の女性 - 1993年（平成5年）にも府北部でO157に感染しHUSを発症した後、移住先の堺市でも本集団食中毒に感染。腎機能は回復せず、1999年（平成11年）に腎臓移植手術を受けたが、生涯に渡り毎日十数種の服薬と運動制限を課せられている[181]。
- 当時小学4年生でO157に感染した女子児童 - 2ヶ月間入院し、腎機能の1割を失った。後遺症は残らなかったが、腎臓へのダメージが妊娠中毒や早産を引き起こす可能性が指摘されているため、父親は結婚後の保険として、市と交わした示談書に「O157に起因する事態には市が終生対応する」との一文を加えさせている[9][注 35]。

### 経過観察
児童の死亡の原因にもなった溶血性尿毒症症候群（HUS）は、年月を経た後も急激に症状が悪化する虞があるため、1997年（平成9年）から堺市では追跡調査を行っている。1999年（平成11年）度までは市内47小学校の全児童など約2万7000人を対象とし、それ以降はHUSを発症した約150人の児童と、当初異常が認められた二百数十人を対象に、市と医師会、医療機関が連携して発生から10年間、腎臓の集団検診を毎年行った。
その後も症状の重かった児童は個別に経過を観察することにしたが、問題ないとの診断が出れば対象から除外しており、発生から10年が経過した2006年（平成18年）7月の時点では、経過観察が必要とされている者は37人に減少し、そのほかに6人が運動を制限されている。詳細は以下の通り。
- 経過観察が必要：37人 - いずれも運動制限はないが、腎機能低下、血尿、高血圧などが続いている。また、HUSを発症し、急性脳症による視力障害が残る女性（当時20歳）も含まれている。
- 運動制限：6人 - 後遺症の腎臓疾患などにより、全力疾走や登山などの「強い運動」が制限されている。その内2人は、ジョギングやハイキングといった「中程度の運動」も控えるように指示されている。いずれもHUS発症者ではない。

2015年（平成27年）度には、経過観察の対象は更に減少し、20人となった。一方で医師らによる専門家会議は、この20人の内、特に症状が重かった6人は「警戒が怠れない」と指摘しており、4人目に死亡した女性（後述）もその一人だった。また、集団食中毒のことを「もう忘れたい」として市との接触を拒む者もおり、この19人の半数余りが、2016年（平成28年）5月の時点で検診などを受けていない。

### 19年後の死者
2015年（平成27年）10月11日になって、食中毒発生当時小学1年生だった北区の女性（25歳）が後遺症で死亡した（4人目の死者）。女性は当時、中区の小学校で給食を食べ、O157に感染した後、HUSを発症して60日間入院していた。退院後も高血圧が続き、中学生だった2004年（平成16年）にはHUSの後遺症による腎性高血圧との診断を受けている。その後は降圧剤の服用と通院治療を続け、日常生活には支障がない程度には回復。結婚して夫と2人で暮らしていたが、10月10日夜、就寝中に嘔吐して意識を失っているところを夫が発見。救急搬送されたが、翌日、腎血管性高血圧による脳出血により死亡した。
市教委の発表は、遺族の承諾を得た後の翌2016年（平成28年）3月30日に行われ、教育長は記者会見で「発生から19年。ご遺族の深い悲しみを思うと痛恨の極みであります」と苦渋の表情を浮かべ、市教委幹部の一人は取材に「本当に突然の悪化だった。我々もショックを受けている」と答えた。発表後には「うちの子は大丈夫だろうか」「突然倒れたりしないか」と、市への問い合わせが相次いだ。
市教委は、女性側とは1997年（平成9年）4月に補償することで合意していたが、改めて慰謝料などの補償手続きを進めるとし、4月26日には遺族に、新たに補償金6,275万円（慰謝料3,164万円、逸失利益2,884万円等）を支払うことで合意したことを発表した。

## 事件の記念

### 追悼行事
1998年（平成10年）から、追悼式典「追悼と誓いのつどい」が、堺市医師会など21の市民団体で構成される「市健康づくり推進市民会議」によって毎年秋に開催されている。しかし死亡児童の遺族は2004年（平成16年）の時点で一度も参加しておらず、市民会議側は2000年（平成12年）までは招待状を送っていたが、心情に配慮して翌年からは、当時の小学校へ式典後に花を送るに留めている。食中毒発生から10年となる2006年（平成18年）からは、「つどい」は市が引き継いで開催する予定だったが、被害者などとの調整がつかないとして開催されず、市民団体側から激しい反発が起きた。
2012年（平成24年）には、「追悼と誓いのつどい」は、初めて市と市教委が主催する形で開催され、市職員や一般市民ら約660人が参加している。

### 文集・書籍
1997年（平成9年）6月には、学者や市民グループ、保護者らによる記録として、書籍『O157堺の教訓を生かす―学校給食』（本の泉社）が刊行された。書籍は多くの証言を元に食中毒を防ぐには何が必要かを提言したもので、編集は山形大学講師で医学博士の藤原邦達、月刊雑誌『食べもの通信』編集長の増子弘美、「いのちをはぐくむ学校給食全国研究会」代表の雨宮正子らが中心となった。
また同年には、市民グループ「安全な給食を求める親の会」も、発症児童の母親の手記を収録した冊子『1996・忘れられぬ夏―堺・O157 癒えぬ心と体の傷』を刊行。収録された手記は、「まだ気持ちが高ぶって書けない」としてアンケート方式で集めたものも含め12人分（内4人は未完）だが、死亡児童の遺族は結局書けなかった。冊子はB5判の50頁で、50部作成され、1部300円で販売された。
2012年（平成24年）3月には、本事件の教訓を伝えるため、「堺市健康づくり市民会議」が企画する形で『堺市O157学童集団下痢症 追悼文集』が発刊された。文集は、公募に応じて当時の教員や給食調理員ら61人がメッセージを寄せた60頁のもので、2,000部が発行され、希望者に無料配布された。
また堺市も2006年（平成18年）7月の時点では、これまでの経緯や対応を本にまとめる計画を進めていた。本はわかりやすさや事実の伝承に重点を置き、食中毒の発生から市の対応ぶりを年月に沿ってまとめる予定で、24部署で独自に保管されている、段ボール数百箱分の関連文書の散逸を防ぐ狙いもあるとされた。

### 安全週間・記念日
2002年（平成14年）に堺市は7月10日から16日を「学校安全週間」とし、食の安全や学校の防犯対策に関する講演会を開催している。
2012年（平成24年）6月18日に、堺市教育委員会は集団食中毒の被害や教訓を忘れないため、児童の多くが症状を訴え始めた7月12日を「O157 堺市学童集団下痢症を忘れない日」とすることを発表した。

### 植樹
1997年（平成9年）3月には三原台小の校庭で、死亡児童の女子児童が迎える筈だった卒業式を前に、女子児童をしのぶ記念樹としてハナミズキの植樹が行われ「友だちの木」と命名されている。「桜が散った後に咲く、かわいいピンクの花が彼女の面影にぴったり」と学校側が発案したもので、在校生で大切に育てるとされた。植樹から9年半が経った2006年（平成18年）7月の時点では、「友だちの木」は3メートルの高さに成長している。
また新檜尾台小でも、死亡児童を悼んで「友情の木」と名付けられたハマボウが植樹されている。

### モニュメント
本食中毒で死亡した女子児童3名は、1997年（平成9年）10月30日に大阪市中央区の大阪城公園で開かれた日本教職員組合主催の行事「第六十二回教育祭」に際して、園内の「教育塔」に合葬された。「教育祭」は教育現場などで死亡した教職員や児童・生徒を慰霊する行事で、この年には43人（教職員26人、児童・生徒17人）が新たに塔に合葬されている。

#### 慰霊碑の騒動
慰霊碑は1999年（平成11年）に一度作られたが処分され、その後改めて建立されている。経緯は以下の通り。
1997年（平成9年）に市医師会などが「事件を風化させず、市民の健康増進を進めたい」として、慰霊碑の設置を要望したことから、市は98年度と99年度の予算に、設置費を含め計970万円の費用を計上した。1998年（平成10年）3月11日に議会予算委で建立費600万円を含む新年度当初予算案（総額約4,826億円）が可決された際には、「補償も済まず、後遺症に苦しむ人もいるのに、なぜか」「形にとらわれても真の健康づくりは出来ない」などの批判が続出したが、幡谷市長は「理解を十分得られるよう（建立問題に限らず）市政のすべての情報を開示し、意見をうかがいながら事業を進めていきたい」と答弁。採決では批判的な意見を述べた委員の多くが結局賛成に回り、36人中、野党の5人が反対に回っただけで可決した。
慰霊碑は1999年（平成11年）、1,000万円を掛けて制作された。堺市では集団食中毒発生後、「健康都市・堺」をスローガンに健康づくり推進事業を始めており、この事業のシンボルとして、手を取り合って立つ3人のシルエットを「元気を表す赤、清潔の青、思いやりの銀色」で表現したマークを使用していた。慰霊碑はこのマークを立体化した「慰霊と誓いの碑」という名のモニュメントにすることとなった。「慰霊と誓いの碑」は、追悼文や再発防止の誓いが書かれた石碑、人型3体、時計を組み合わせた、高さ4メートルの金属モニュメントだった。
制作に当たっては同年2月以降、市は2遺族からデザインや設置への同意を得たが、残り1遺族からは面会を拒否され、電話で1度話をしたに留まった。しかし市は5月中旬に制作に踏み切り、同遺族は「モニュメントの人型で娘を思い出す」として反対の意を伝えてきたが、「いずれ説得できる」と見込んで制作を続行した。
しかし2000年（平成12年）年末になって、市はマークの使用中止を決定。理由は5月に1遺族から「マークは亡くなった三人の児童を思い起こさせる。使わないでほしい」と抗議が入ったためで、「死亡児童がモチーフではないが、遺族や元患者の心情に配慮すべき」と判断しての使用中止だった。そのため、設置場所を検討していたモニュメントも、市の博物館に保管したままとなった。
モニュメントはその後も倉庫に保管されていたが、市は2005年（平成17年）12月に解体業者に依頼し、破砕処分した。
その後も市は、新しいデザインの慰霊碑を建立する計画を続行。2008年（平成20年）8月6日には、三原台小の死亡児童の父親が、副市長と慰霊碑の建立を巡って話し合っていた際に激高し、暴行を加えるなどしたとして、公務執行妨害と傷害の容疑で、堺署に逮捕されている。

#### 慰霊碑の建立

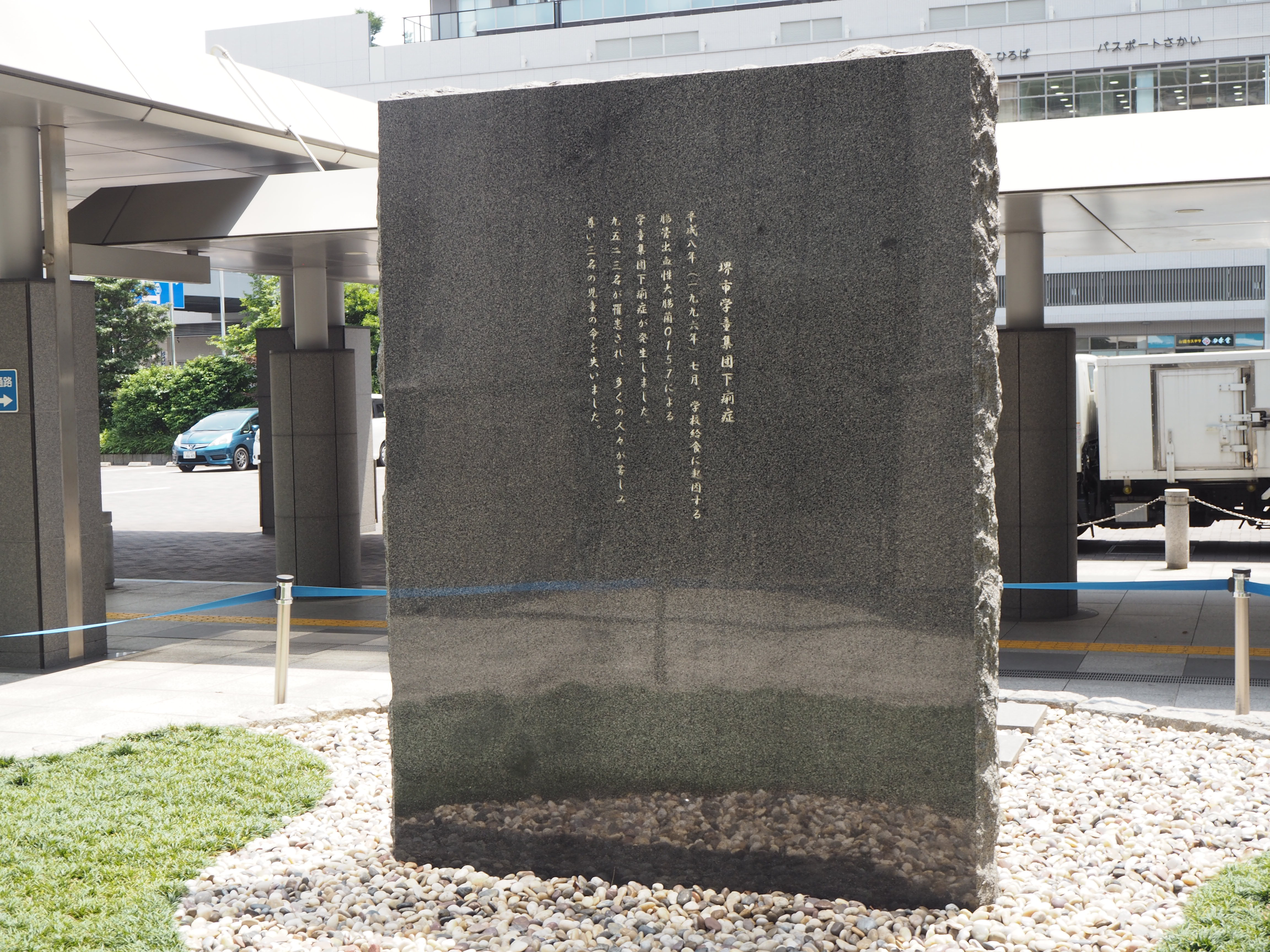
慰霊碑「永遠に」裏面（2022年5月）

2014年（平成26年）4月6日に、堺市役所前に改めて建立された慰霊碑の除幕式が行われた。この新たな碑は、2007年（平成19年）から遺族と補償交渉を続けている男性職員が「亡くなった娘の生きた証しを残したい」との遺族の声を受け、市としても後世に残すものが必要と、設置に向けた協議を行っていたものだった。
碑は花崗岩製の高さ2.3メートルで、「永遠（とわ）に」の題字と、「深く反省しおわびするとともに二度とこのような不幸を繰り返さないことを誓う」などとする碑文が刻み込まれた。碑文は男性職員が児童3人の遺族と話し合いを重ねて決め、「災禍を風化させず、教訓として伝えたい」と中心になって仕上げたもので、最後には児童3人の小学校名と学年を刻んだ一方、遺族の心情を配慮して名前は伏せられている。

## 年表
堺市学童集団下痢症の発生以後の経過を、年表形式で記す。
| 年                  | 月日     | 出来事 |
| ------------------- | -------- | --- |
| 1996年 （平成8年）  | 7月12日  | 堺市内で夜から下痢を訴える児童が現れ始め、多くの児童が病院を訪れる。 |
| 1996年 （平成8年）  | 7月13日  | 病院に患者が殺到しパニック状態となる。市は「堺市学童集団下痢症対策本部」を設置。                                                                                        |
| 1996年 （平成8年）  | 7月14日  | 腸管出血性大腸菌O157が患者の便から検出される。 |
| 1996年 （平成8年）  | 7月23日  | 堺市立久世小学校6年の女子児童が死亡（1人目の死者）。 |
| 1996年 （平成8年）  | 8月6日   | 腸管出血性大腸菌感染症が、指定伝染病に指定される。 |
| 1996年 （平成8年）  | 8月7日   | 厚生省がカイワレダイコンが原因食材の可能性があるとする中間報告書を発表。カイワレダイコンの返品、出荷停止、店舗からの撤去などが始まる。                                  |
| 1996年 （平成8年）  | 8月16日  | 堺市立三原台小学校5年の女子児童が死亡（2人目の死者）。 |
| 1996年 （平成8年）  | 9月26日  | 厚生省がカイワレダイコンが原因食材の可能性が最も高いとする最終報告書を発表。                                                                                            |
| 1996年 （平成8年）  | 11月1日  | 市が今回の食中毒被害は終結したとして「安全宣言」を行う。 |
| 1996年 （平成8年）  | 11月2日  | 堺市学校給食協会常務理事の男性が自殺。 |
| 1996年 （平成8年）  | 11月19日 | 市内の全小学校・養護学校で学校給食を再開。 |
| 1996年 （平成8年）  | 12月2日  | 日本かいわれ協会らが厚生省の発表で損害を受けたとして、国に損害賠償請求訴訟を提起（東京訴訟）。                                                                          |
| 1996年 （平成8年）  | 12月16日 | 三原台小死亡児童の父親が市教委幹部3人を業務上過失致死容疑で刑事告訴。                                                                                                   |
| 1996年 （平成8年）  | 12月20日 | 堺市教委が、全小学校長を含む市教委幹部ら118人を大量処分。 |
| 1997年 （平成9年）  | 1月16日  | 三原台小死亡児童の両親が総額7,770万円の損害賠償を求めて堺市を提訴。 |
| 1997年 （平成9年）  | 2月1日   | 堺市立新檜尾台小学校1年の女子児童が死亡（3人目の死者）。 |
| 1997年 （平成9年）  | 3月11日  | 羽曳野市のカイワレ業者が厚生省の発表で損害を受けたとして、国に損害賠償請求訴訟を提起（大阪訴訟）。                                                                      |
| 1997年 （平成9年）  | 6月20日  | 学者や市民らによる『O157堺の教訓を生かす―学校給食』（本の泉社）が刊行。                                                                                                 |
| 1997年 （平成9年）  | 10月     | 安全な給食を求める親の会が、冊子『1996・忘れられぬ夏―堺・O157 癒えぬ心と体の傷』を刊行。                                                                                |
| 1998年 （平成10年） | 1月12日  | 消毒保管庫設置に伴い、米飯給食が再開される。 |
| 1998年 （平成10年） | 3月12日  | この日までに日本体育・学校健康センターが、内臓疾患を発症した児童を食中毒の後遺症と認定し、220万円の障害見舞金を給付。                                                   |
| 1999年 （平成11年） | 5月      | 市がモニュメント「慰霊と誓いの碑」の制作を開始。 |
| 1999年 （平成11年） | 9月10日  | 大阪地裁で三原台小死亡児童の両親の損害賠償請求訴訟判決。市に両親へ約4,530万円の支払い命令。                                                                             |
| 1999年 （平成11年） | 9月17日  | 三原台小死亡児童の父親が、10日の判決を受け市教委幹部3人への刑事告訴を取り下げ。                                                                                         |
| 2001年 （平成13年） | 3月5日   | 市立商業高で中枢神経に重度障害の残った女子生徒に特例措置の入試を実施、合格と判断。                                                                                      |
| 2001年 （平成13年） | 5月30日  | 東京地裁で東京訴訟の一審判決。日本かいわれ協会らの賠償請求を棄却。 |
| 2002年 （平成14年） | 3月15日  | 大阪地裁で大阪訴訟の一審判決。国にカイワレ業者へ600万円の支払い命令。                                                                                                   |
| 2003年 （平成15年） | 5月21日  | 東京高裁で東京訴訟の控訴審判決。国に日本かいわれ協会らへ1,691万4,000円の支払い命令。                                                                                    |
| 2004年 （平成16年） | 2月19日  | 大阪高裁で大阪訴訟の二審判決。国の控訴を棄却。 |
| 2004年 （平成16年） | 12月14日 | 最高裁で東京・大阪訴訟の判決。国の上告を棄却、カイワレ業者への支払い命令確定。 同日、給食再開後の96年12月に給食の牛肉からO157特有のベロ毒素が検出されていたことが発覚。 |
| 2005年 （平成17年） | 3月31日  | 市教委が96年のベロ毒素検出の最終報告書を発表し、安全性に問題はなかったと結論。                                                                                          |
| 2005年 （平成17年） | 12月     | 市がモニュメント「慰霊と誓いの碑」の設置を断念、破砕処分。 |
| 2012年 （平成24年） | 3月      | 堺市健康づくり市民会議が『堺市O157学童集団下痢症 追悼文集』を刊行。 |
| 2012年 （平成24年） | 6月18日  | 市教委が7月12日を「O157 堺市学童集団下痢症を忘れない日」に制定。 |
| 2014年 （平成26年） | 4月6日   | 市役所前で慰霊碑「永遠に」の除幕式を挙行。 |
| 2015年 （平成27年） | 5月15日  | 市教委が新檜尾台小死亡児童の両親に補償金7,270万円を支払うことで合意したことを発表。                                                                                     |
| 2015年 （平成27年） | 5月19日  | 市教委が久世小死亡児童の両親に補償金7,220万円を支払うことで合意。全遺族との補償交渉が完了。                                                                             |
| 2015年 （平成27年） | 10月11日 | 発生当時小学1年生だった女性が後遺症で死亡（4人目の死者）。 |
| 2016年 （平成28年） | 4月26日  | 市教委が死亡女性の遺族に補償金6,275万円を支払うことで合意したことを発表。                                                                                               |